# Vámosbalog
Vámosbalog vagy Nagybalog (szlovákul Veľký Blh) község Szlovákiában, a Besztercebányai kerület Rimaszombati járásában. Alsó- és Felsőbalog egyesítésével jött létre.

## Fekvése
Rimaszombattól 11 km-re északkeletre, a Balog-patak partján fekszik.

## Története
A régészeti leletek tanúsága szerint a község területén a bronzkorban a pilinyi kultúra, majd a hallstatt kultúra települése állt.
A Balog-folyó völgyébe települt községben a Balog nemzetség a 13. században épített várat. Az 1440-es években Giskra serege foglalta el, de 1451-ben Hunyadi János visszafoglalta. 1608-ban végvár lett, majd Széchy Mária hozományaként Wesselényi Ferenc birtoka. A vár a kuruc harcokban, 1677-ben pusztult el. Helyette a Koháryak 1720 körül építettek kastélyt, melynek parkjában láthatók a vár romjai.
A falut 1331-ben „Balog" néven említik először, 1347-ben a vár tartozékaként vámszedőhely volt. 1435-ben „Balogwara", 1506-ban „Vasarosbalog" néven szerepel a korabeli forrásokban. Már a 14. században két falura, Alsó- és Felsőbalogra oszlott.

### Alsóbalog
A 15. században a Széchy család birtoka. 1427-ben 9 portája adózott. 1560-ban a balogi erdőben fogták el a törökök Bebek Györgyöt. A 17. századtól a murányi uradalom része volt.
A 18. század végén Vályi András így ír róla: „Alsó Balog. Magyar falu Gömör Vármegyében, birtokos Ura Gróf Koháry Uraság, és mások, lakosai katolikusok, többen reformátusok, fekszik a’ Tráji, és Peszek puszták mellett, Gömörtöl két mértföldnyire. Határbéli földgye középszerű, legelője szoross, fája szűken, gyümöltsös hegye, malma helyben; Rimaszombatban piatzozása, lakosai fazekaknak, és deszkáknak árúlásával is kereskednek; második Osztálybéli."
Alsóbalognak 1828-ban 86 háza és 646 lakosa volt, akik főként mezőgazdasággal foglalkoztak.
A 19. század közepén Fényes Elek eképpen írja le: „Alsó-Balogh, magyar falu, Gömör és Kis-Honth egyesült vgyékben R.-Szombathoz 1 mfdnyire: 28 kath., 10 evang. 626 ref. lak., kik 1650 előtt evang. voltak. Ref. anyatemplom. Határa nem nagy, de jó; szőlőt mivel; gyümölcsöt termeszt; rétjeit a Balogh vize öntözi; erdeje kevés; vizimalma van. F. u. h. Coburg. Ut. p. Rimaszombat."
Borovszky monográfiasorozatának Gömör-Kishont vármegyét tárgyaló része szerint: „Alsóbalog, a Balog folyó mellett fekvő magyar kisközség. Házainak száma 147, lakosaié 704, vallásuk ev. református. Sorsa nagyjában összefügg Felsőbalogéval, melylyel együtt mindenkor Balog vára tartozéka volt. A mult század első felében a Koháryakon és később a Coburg herczegi családon kívül még birtokosai voltak a Csáky, Hevessy, Draskóczy és a báró Nyáry családok. Neve már 1347-ben szerepel Bolug alakban. A községben ev. ref. templom van, mely 1740-ben épült, de toronynyal csak 1780-ban látták el. 1858-ban nagy tűzvész pusztította el a községet. Ide tartozik Peszéte puszta is, mely már 1336-ban Pescethe és Pezthe néven szerepel; ez 1460-ban mint Balogvár tartozéka említtetik. A községnek Felsőbalogon van a postahivatala és a távírója, vasúti állomása pedig Rimaszombatban."

### Felsőbalog
A 15. században a Széchy család birtoka. 1427-ben 30 portája adózott. 1560-ban a balogi erdőben fogták el a törökök Bebek Györgyöt. A 17. századtól a murányi uradalom része volt.
A 18. század végén Vályi András így ír róla: „Felső Balog. Magyar falu Gömör Vármegyében, birtokosa Gróf Koháry Uraság, lakosai katolikusok, fekszik az előbbenitöl nem meszsze, ezen a’ környéken leg nagyobb falu; szántó földgyei, szőlő hegyei, réttyei hasonlók az előbbeni falujéhoz, piatzozása közel, jó gyümöltsös kertyei vannak, második Osztálybéli."
1828-ban Felsőbalog 93 házában 707 lakos élt. 1837-ben 832-en lakták, akik főként mezőgazdasággal foglalkoztak.
A 19. század közepén Fényes Elek eképpen írja le: „Felső-Balogh, magyar falu, Gömör és Kis-Honth egyesült vgyékben, Alsó-Baloghhoz közel: 156 k., 654 ref., 21 evang. lak. Urasági kastély. Részint róna, részint dombos határa hasonló az alsó-baloghihoz. Szőlőhegyében sok cseresznyafát tart, erdeje makkos. F. u. h. Coburg, s feje egyik uradalmának."
Borovszky monográfiasorozatának Gömör-Kishont vármegyét tárgyaló része szerint: „Felsőbalog, balogvölgyi magyar kisközség, 227 házzal és 974 ev. ref. vallású lakossal. Körjegyzőségi székhely. E község már a honfoglalás idejében fennállott. Legrégibb birtokosául a Balogh nemzetséget ismerjük. Már 1347-ben Balog vár tartozéka, vámhely és mint ilyen Bolug néven emlegetik. A Balogh nemzetségről a vár és a község a Széchiekre szállott. A XV. század elején vára Giskra kezén van, de 1451-ben Hunyadi János kiűzi innen a cseheket. 1459-ben Mátyás király Komjáthy Ulrikot helyezi a vár és az uradalom birtokába. 1463-ben Rozgonyi Sebestyént találjuk itt, míg 1481-ben ismét a Széchiek kezén van. 1560-ban a törökök a balogi erdőben fogták el Bebek Györgyöt. 1563-ban Balogh András volt a vár kapitánya; ekkor még mindig a Széchiek az urai. Az 1608. évi 15. t.-c. e várat a véghelyek közé sorozza. Megrongált falait 1619-ben Széchi György megerősítteti. 1625-ben Széchi György orgyilkosság áldozata lesz és a várat a hozzátartozó uradalommal együtt özvegye Homonnai Drugeth Mária kapja. Ennek leánya, a híres Széchi Mária, kinek kezével a vár és uradalma Wesselényi Ferencz birtokába kerül. 1671-ben az uradalmat a kir. fiscus foglalja le. Vára a Thököly és a Rákóczy-féle mozgalmak alatt elpusztult. 1691-ben a Koháryak lesznek a birtok urai. 1720-ban gróf Koháry István a régi Wesselényi-kastély helyébe új, emeletes kastélyt építtet, melyet herczeg Koháry Ferencz a mult század elején kibővít és megnagyobbít. E kastély kápolnájában érdekes régi festményt őriznek, melyet Koháry István festett 1685-ben. [...] A községhez tartozó Torhegy és Törökvölgy nevű dűlők is a mult emlékeit tartják fenn. Az előbbi a régi halotti torokra emlékeztet, az utóbbin a törökök vonultak fel a vár ostromára. A község hajdan, de még a mult században is híres szőlő- és dohánytermelő hely volt. Most itt van a Coburg herczegi uradalomnak kőfallal körülkerített nagy vadaskertje s erdészeti és gazdasági hivatala. A községben nincs templom. Ide tartozik Hájoldal, Felsővadaskert és Újpuszta. Balog tájékán feküdt hajdan Jakóháza község, mely még 1460-ban mint Balogvár tartozéka szerepel, később azonban már nem találjuk nyomát. A községnek saját postája van. Távírója és vasúti állomása Rimaszombat."
Mindkét település a trianoni diktátumig Gömör-Kishont vármegye Feledi járásához tartozott. 1938 és 1944 között újra Magyarország része volt.
Alsó- és Felsőbalogot 1943-ban egyesítették. Lakói a háború után a mezőgazdaság mellett az építőiparban és erdei munkákkal foglalkoztak.

## Népessége
| Év:            | 1994. | 2004.   | 2014.   | 2024.   |
| -------------- | ----- | ------- | ------- | ------- |
| Emberek száma: | 1127  | 1147    | 1207    | 1144    |
| Eltérés:       |       | +1,77 % | +5,23 % | -5,21 % |

| Év:            | 2023. | 2024.   |
| -------------- | ----- | ------- |
| Emberek száma: | 1128  | 1144    |
| Eltérés:       |       | +1,41 % |

1880-ban Alsóbalog 585 lakosából 539 magyar és 10 szlovák anyanyelvű, Felsőbalog 965 lakosából 847 magyar és 45 szlovák anyanyelvű volt.
1890-ben Alsóbalog 626 lakosából 613 magyar és 7 szlovák anyanyelvű, Felsőbalog 956 lakosából 932 magyar és 18 szlovák anyanyelvű volt.
1900-ban Alsóbalog 704 lakosából 700 magyar és 4 szlovák anyanyelvű, Felsőbalog 974 lakosából 955 magyar és 8 szlovák anyanyelvű volt.
1910-ben Alsóbalog 669 lakosából 664 magyar, 3 szlovák, 2 német anyanyelvű, ebből 537 református, 100 római katolikus, 18 evangélikus, 14 izraelita vallású, míg
Felsőbalog 917 lakosából 898 magyar, 16 szlovák, 2 német és 1 egyéb anyanyelvű, ebből 609 református, 253 római katolikus, 40 evangélikus, 14 izraelita és 1 görög katolikus vallású volt.
1921-ben Alsóbalog 624 lakosából 607 magyar, 11 csehszlovák és 6 zsidó, Felsőbalog 852 lakosából 826 magyar, 21 csehszlovák, 4 zsidó és 1 állampolgárság nélküli volt.
1930-ban Alsóbalog 622 lakosából 490 magyar, 32 csehszlovák, 5 zsidó, 1 ruszin és 94 egyéb nemzetiségű, ebből 444 református, 154 római katolikus, 18 evangélikus, 5 izraelita és 1 görög katolikus vallású, míg Felsőbalog 869 lakosából 672 magyar, 102 csehszlovák, 16 zsidó, 1 német, 49 egyéb nemzetiségű és 29 állampolgárság nélküli, ebből 533 református, 259 római katolikus, 54 evangélikus, 18 izraelita és 5 görög katolikus vallású volt.
1941-ben 1323 lakosából 1170 magyar, 21 szlovák, 1 német és 88 egyéb nemzetiségű volt. Ebből 1212 magyar, 21 szlovák és 2 német anyanyelvű volt.
1970-ben 1406 lakosából 1055 magyar és 350 szlovák volt.
1980-ban 1346 lakosából 965 magyar, 374 szlovák és 6 cseh volt.
1991-ben 1192 lakosából 811 magyar, 357 szlovák, 21 cigány, 2 cseh és 1 ruszin volt.
2001-ben 1166 lakosából 805 magyar, 331 szlovák, 8 cigány, 1 cseh és 21 ismeretlen nemzetiségű volt.
2011-ben 1210 lakosából 676 magyar, 350 szlovák, 116 cigány, 6 cseh és 61 ismeretlen nemzetiségű volt.
2021-ben 1133 lakosából 636 (+179) magyar, 282 (+28) szlovák, 201 (+52) cigány, 6 egyéb és 8 ismeretlen nemzetiségű volt.

## Neves személyek
- Itt született 1610-ben Széchy Mária, a „Murányi Vénusz”, később Wesselényi Ferenc felesége.
- Alsóbalogon született 1922-ben Ibos Ferenc tanár, szerkesztő, újságíró.
- Vámosbalogon született 1936. február 9-én Znám István (+1993) matematikus, egyetemi tanár.[7]
- Itt hunyt el 1769-ben Koháry Miklós katona, altábornagy.
- A várban élt várnagyként Gyöngyösi István költő, 1663-tól Wesselényi Ferenc nádor titkáraként. Több főúri házasság történetét énekelte meg. Legismertebb műve a „Marssal társalkodó Murányi Vénusz”, melyet úrnőjéről és uráról írt.
- Itt is gyűjtött népdalokat Kodály Zoltán.

## Nevezetességei
- A Koháry-kastély 1720 körül épült. A 19. században a Coburg hercegi család birtoka lett, akik 1815-ben klasszicista stílusban alakították át. Belsejében 17. századi olajfestmények találhatók. Körülötte angolpark és halastó létesült. Egykor hatalmas vadaskert tartozott hozzá. Ma egészségügyi létesítmény. Parkjában találhatók a 14. századi vár romjai.
- Református templomát erődített fal övezi.
- A település népviseletéről és népszokásairól is híres. Néprajzi gyűjteménye megtekinthető.

## Képtár

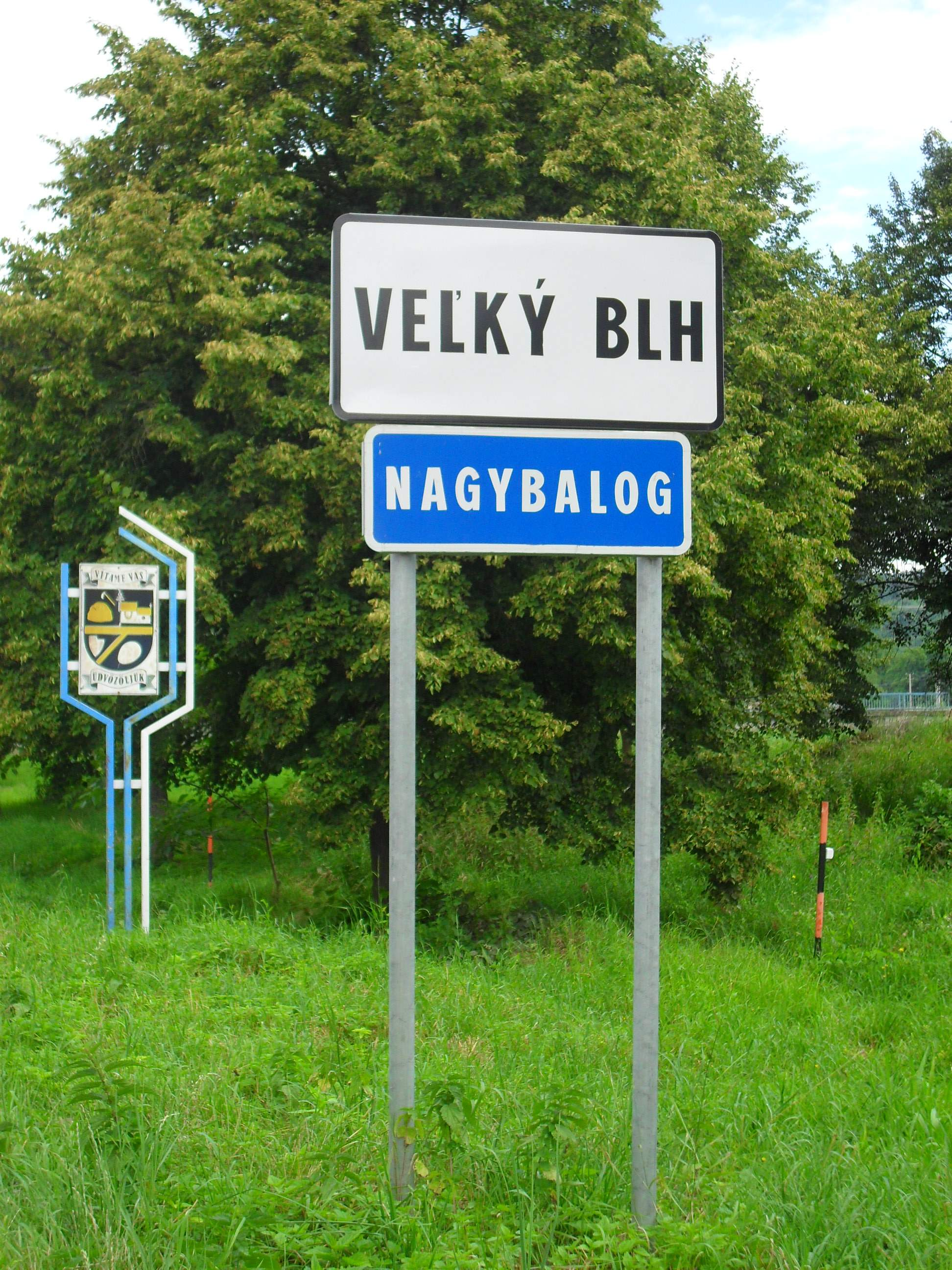
Kétnyelvű helységnévtábla
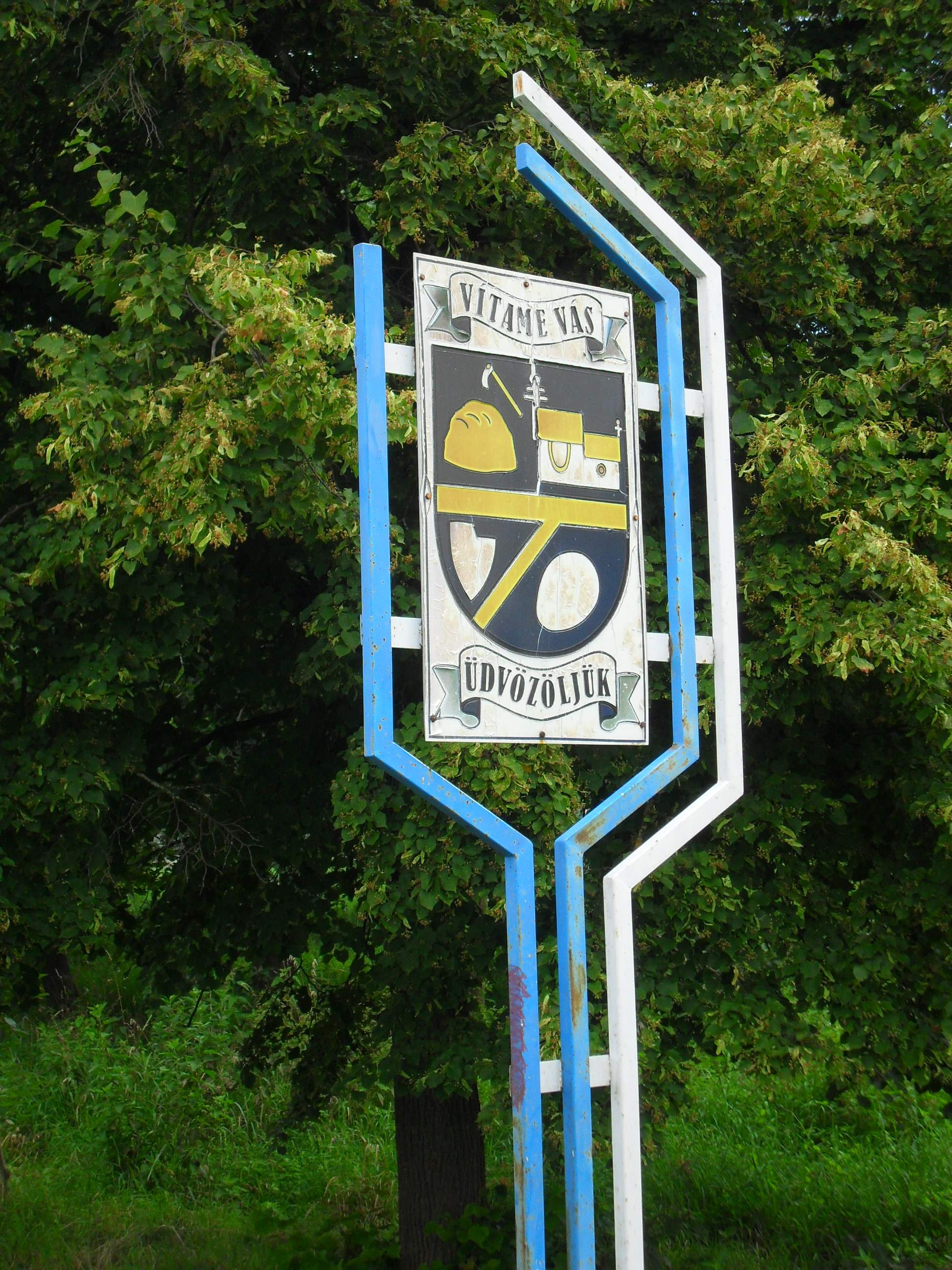
Címeres üdvözlőtábla
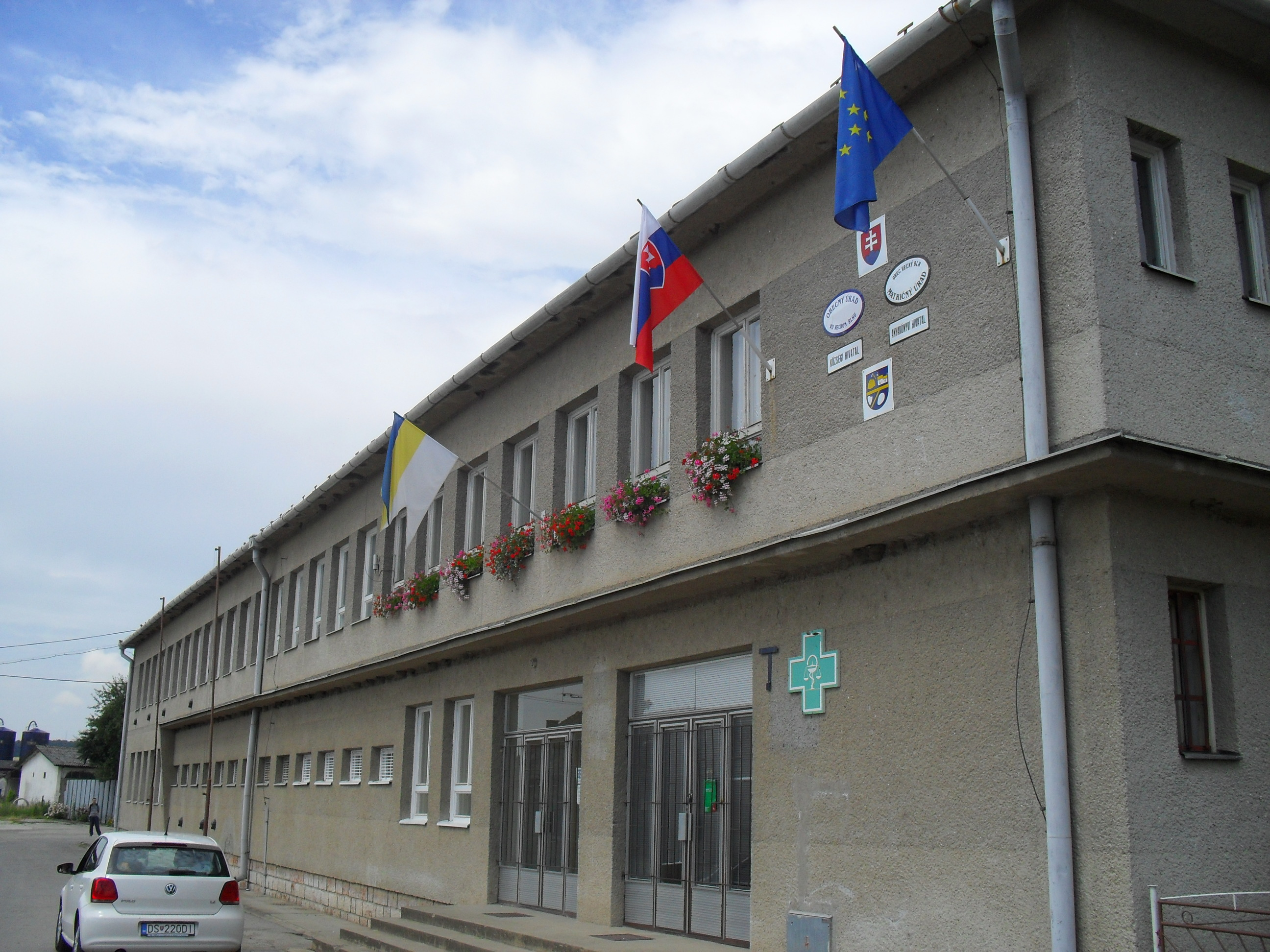
Községi hivatal
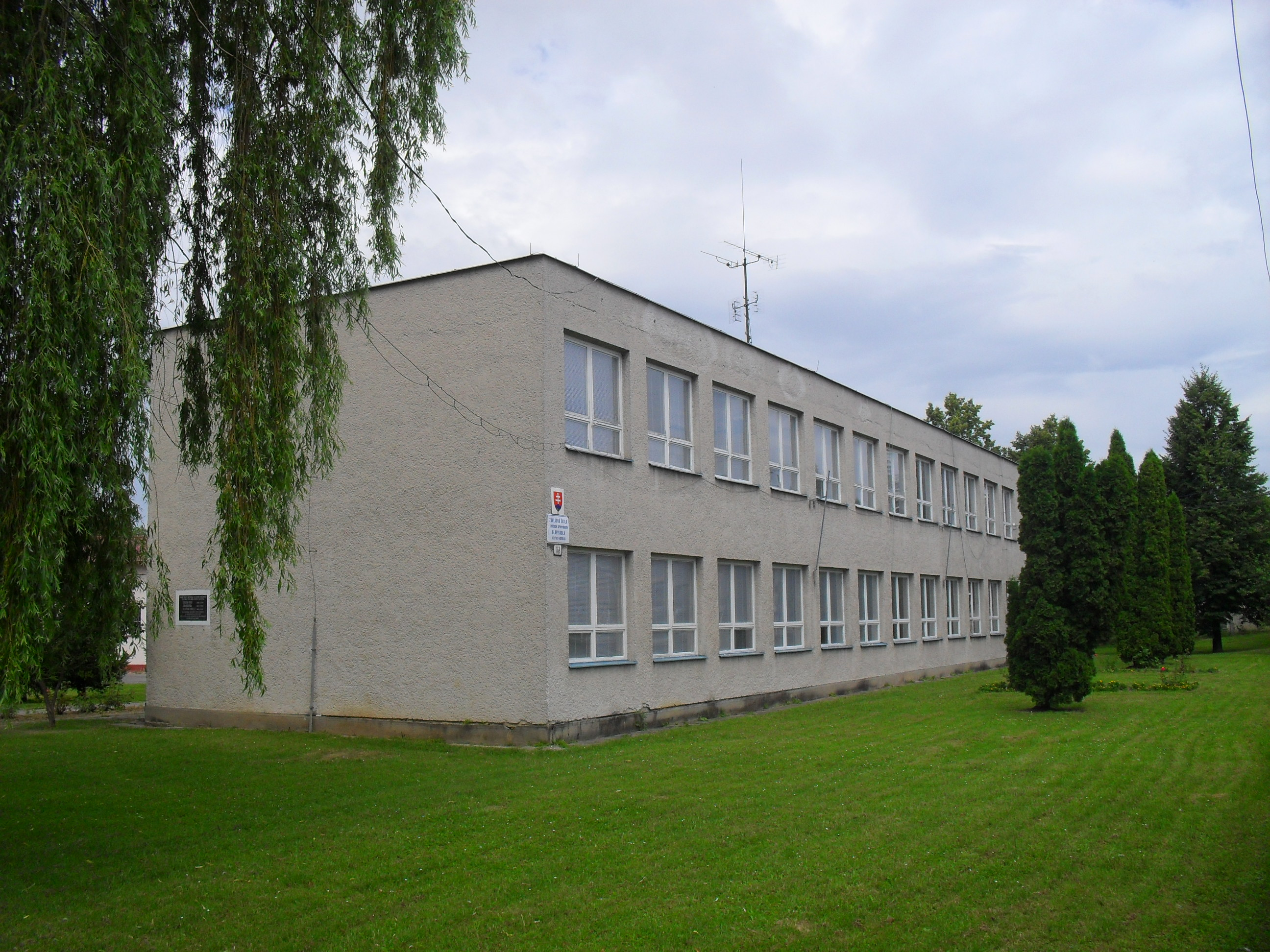
Alapiskola
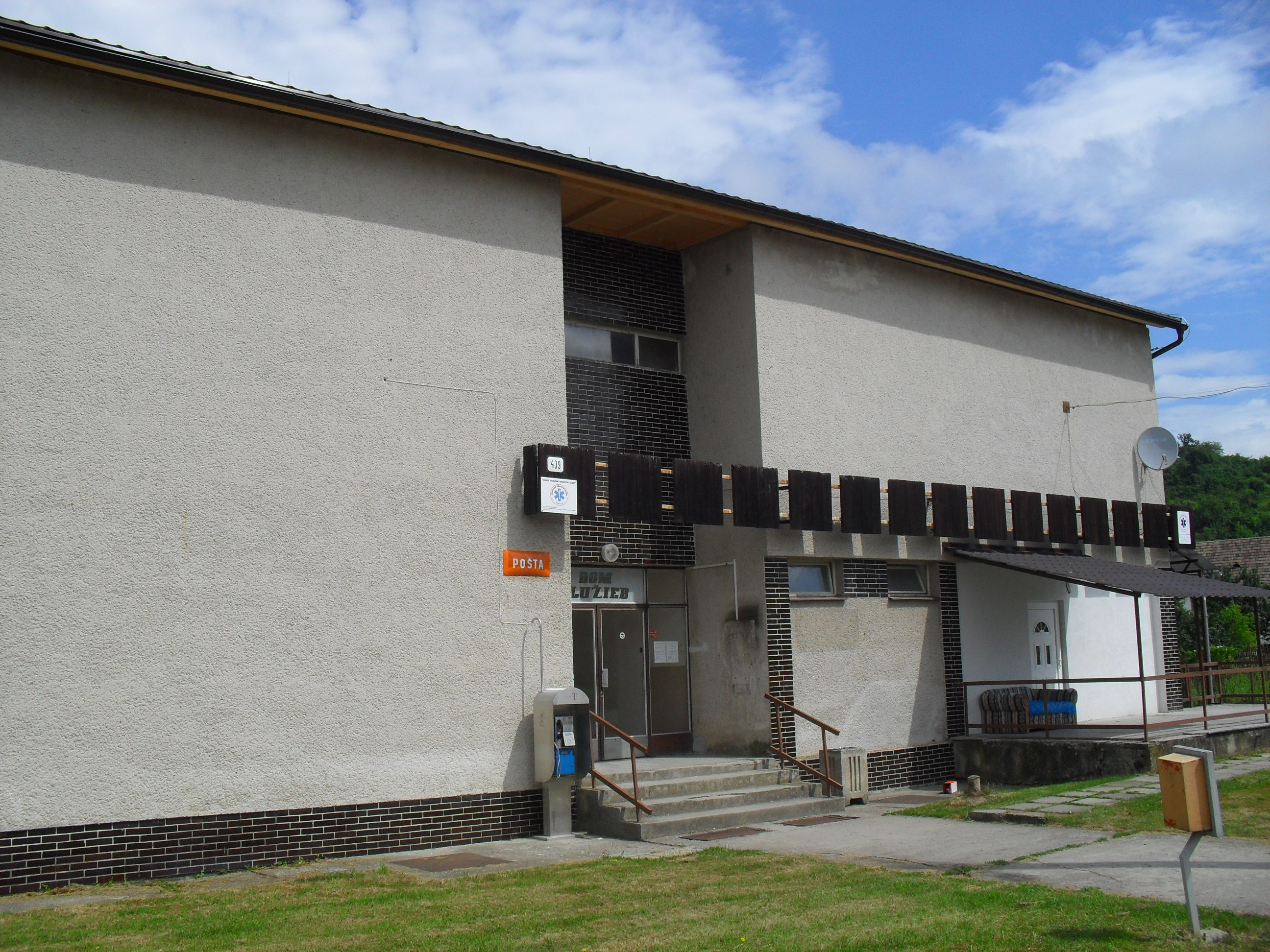
Szolgáltatások háza, posta
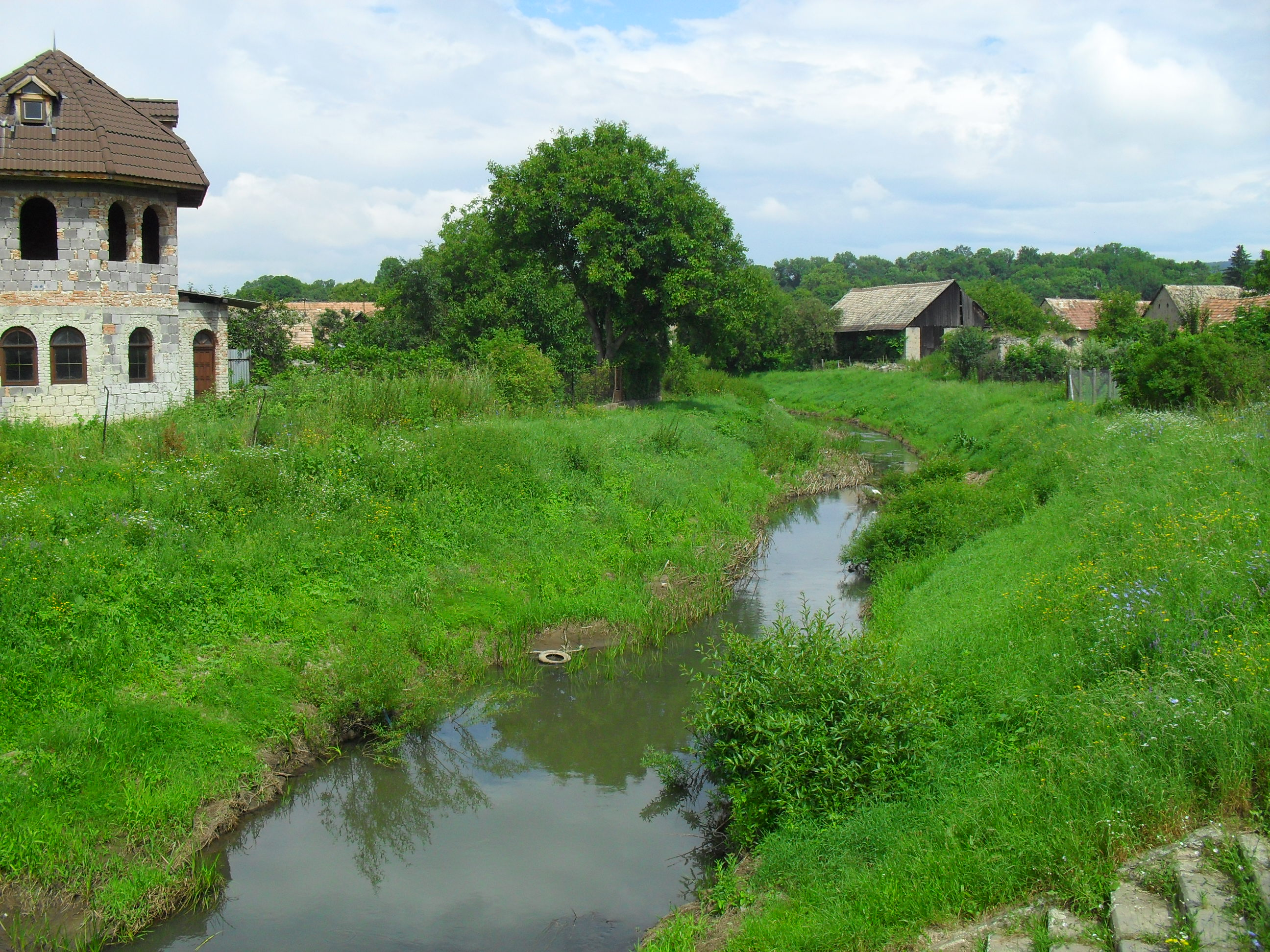
A Balog-patak
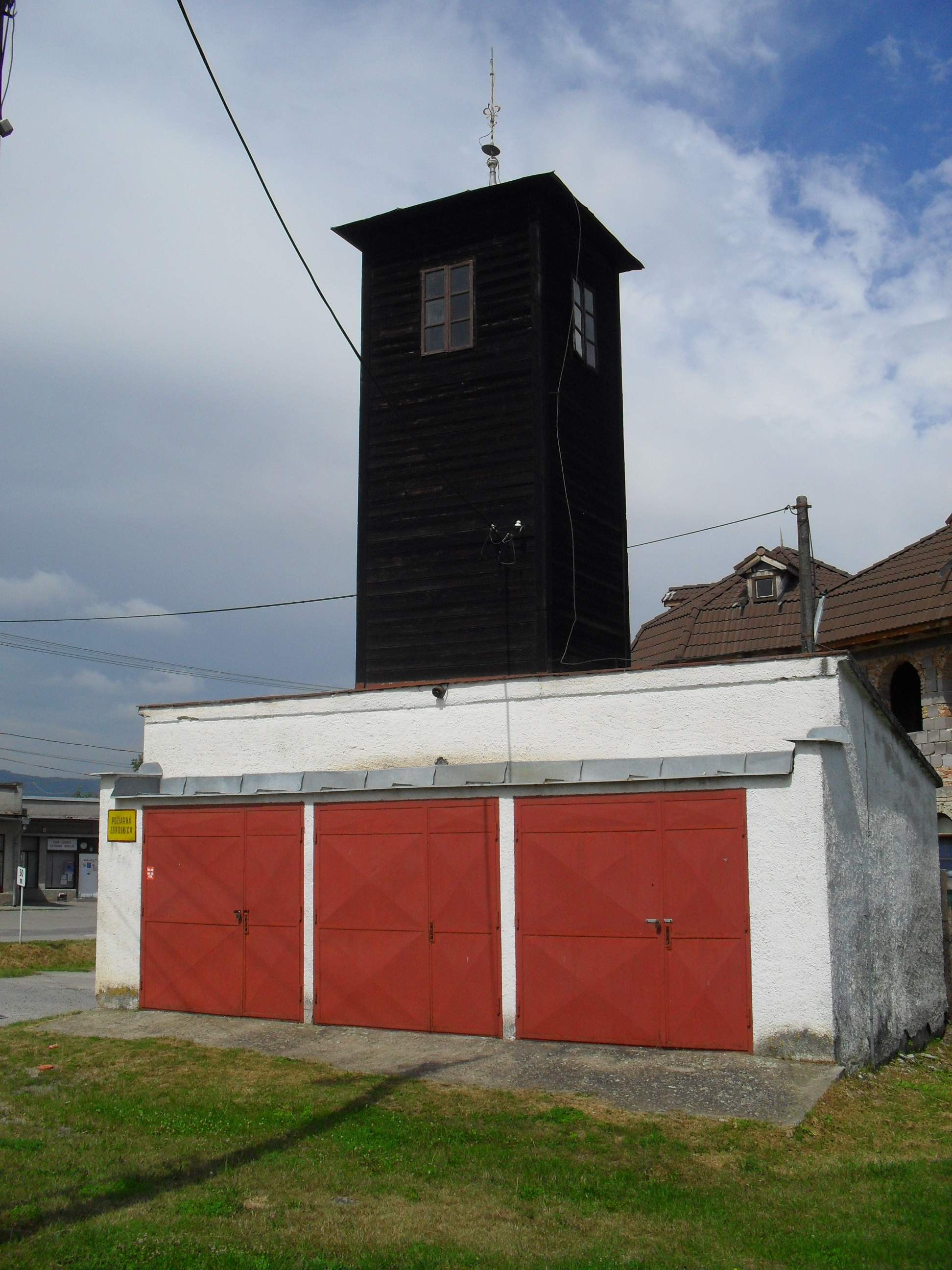
Tűzoltószertár
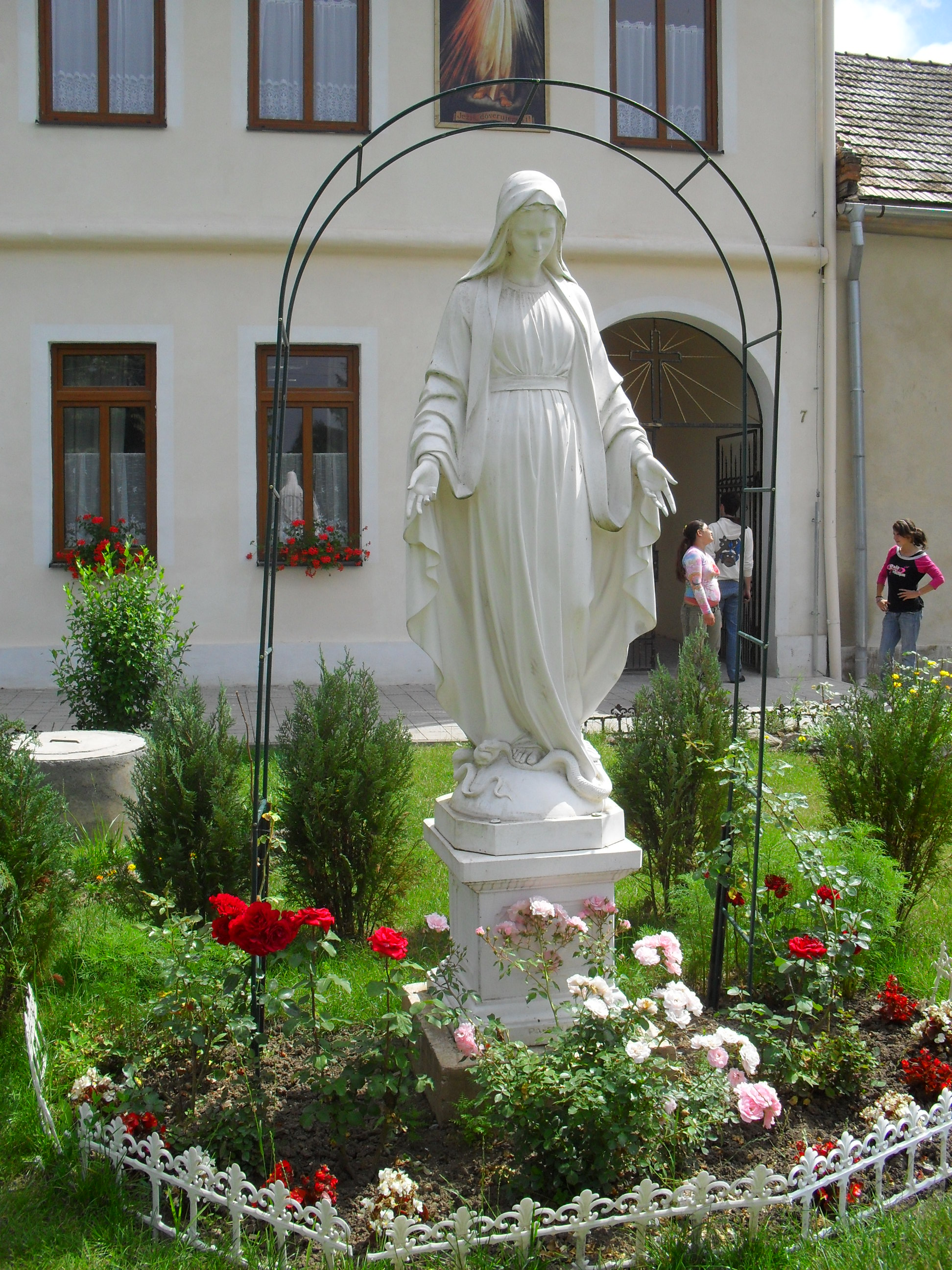
Mária-szobor
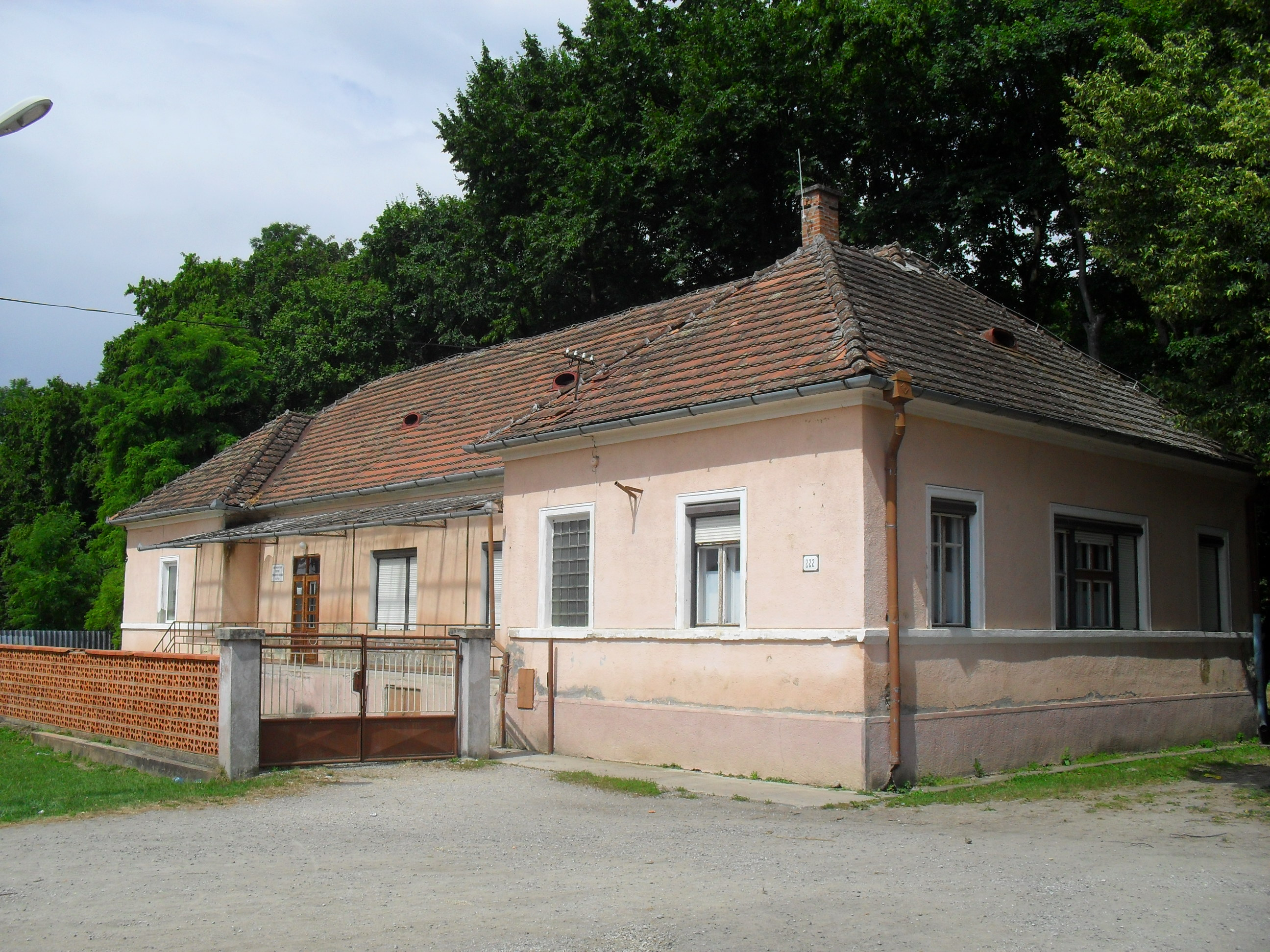
Egészségügyi központ
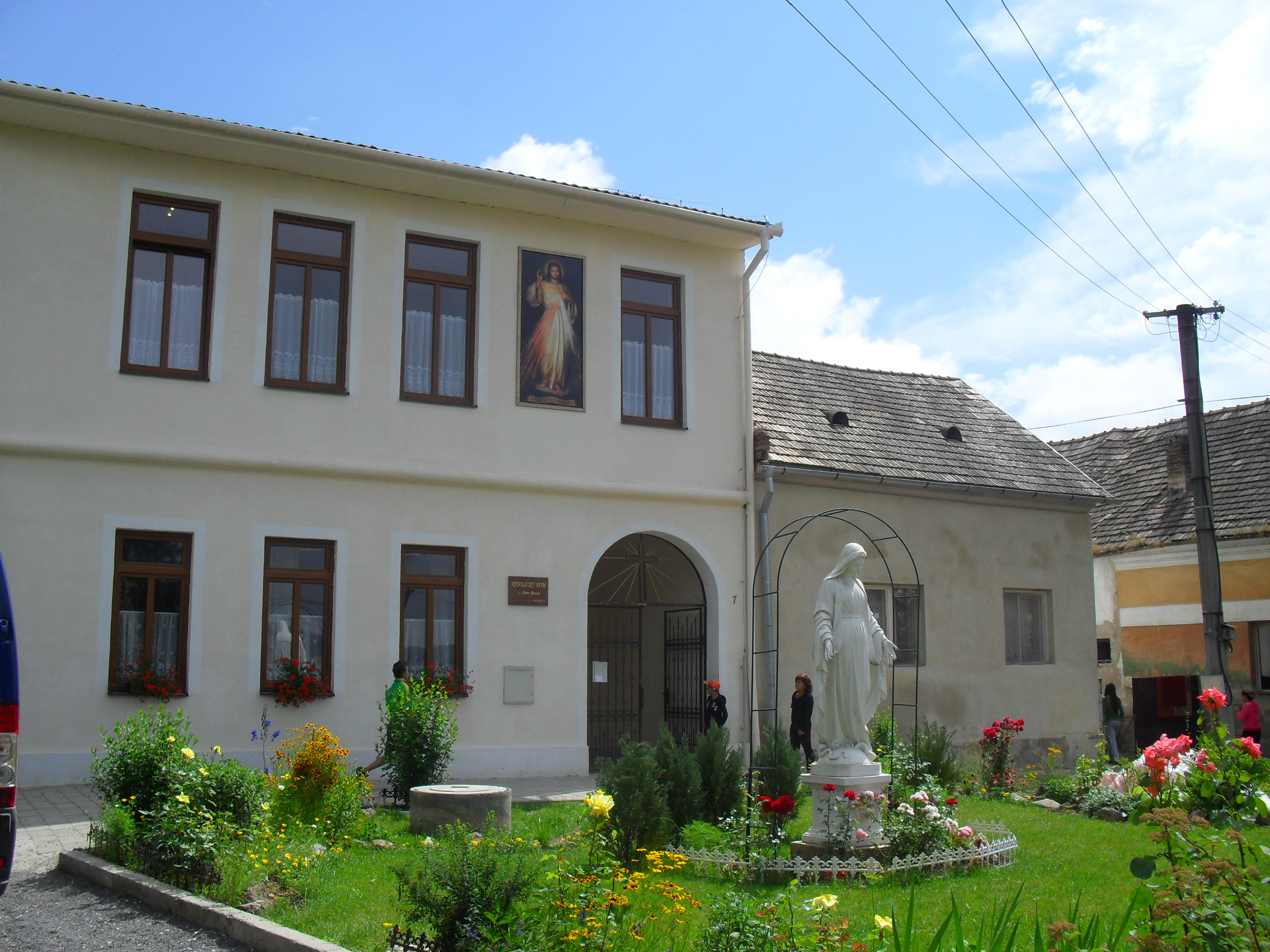
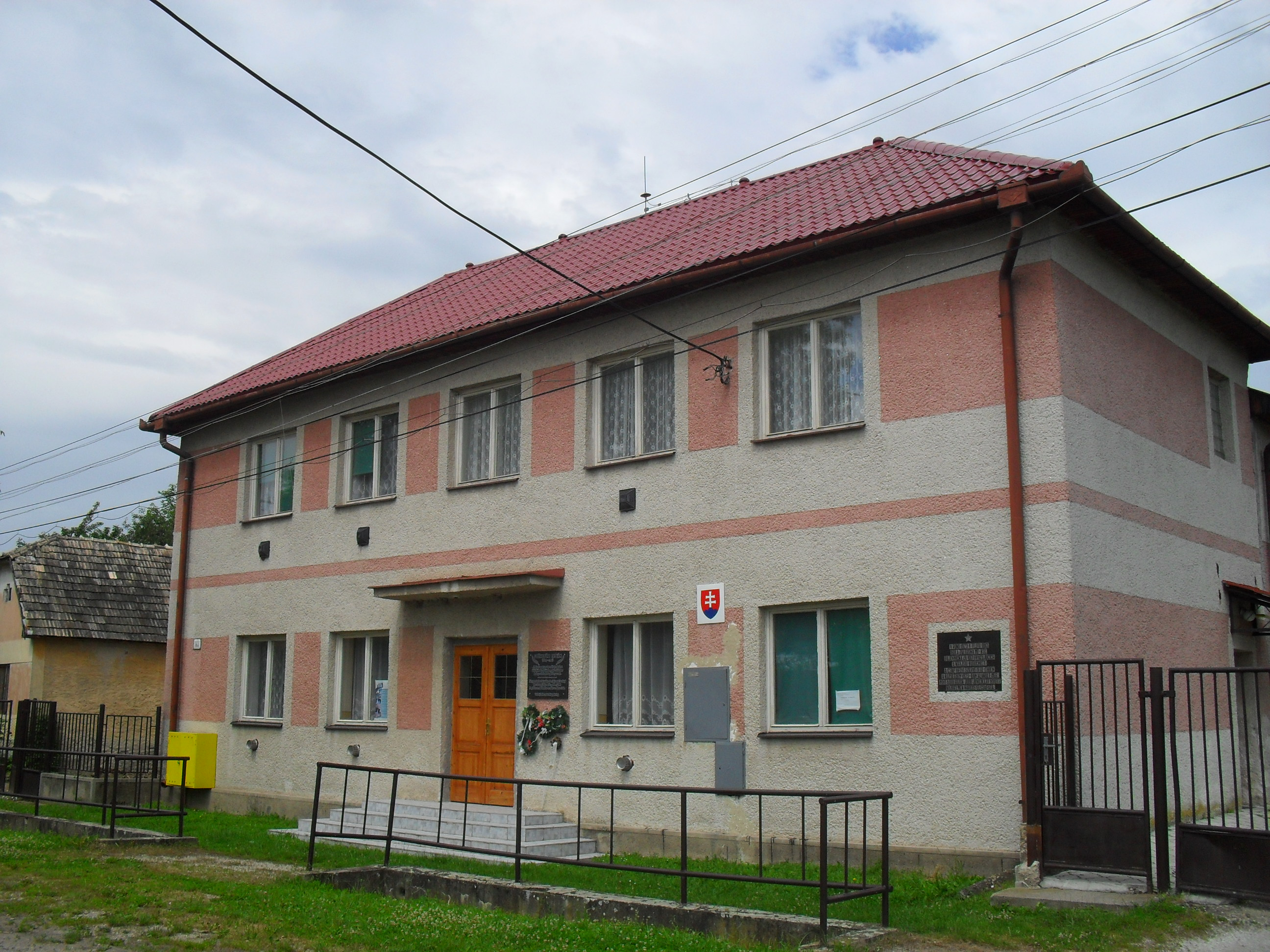
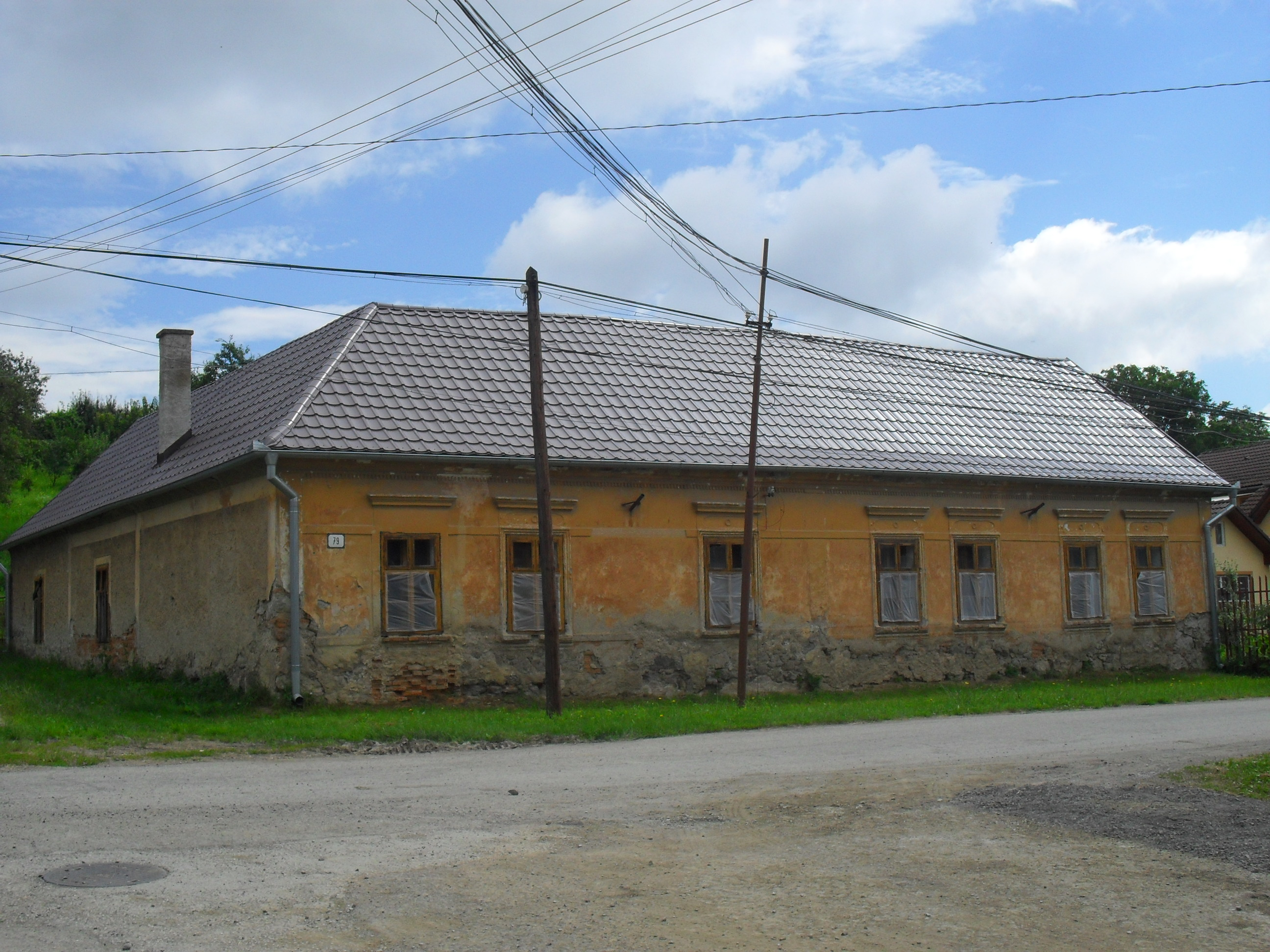
Régi ház a községben
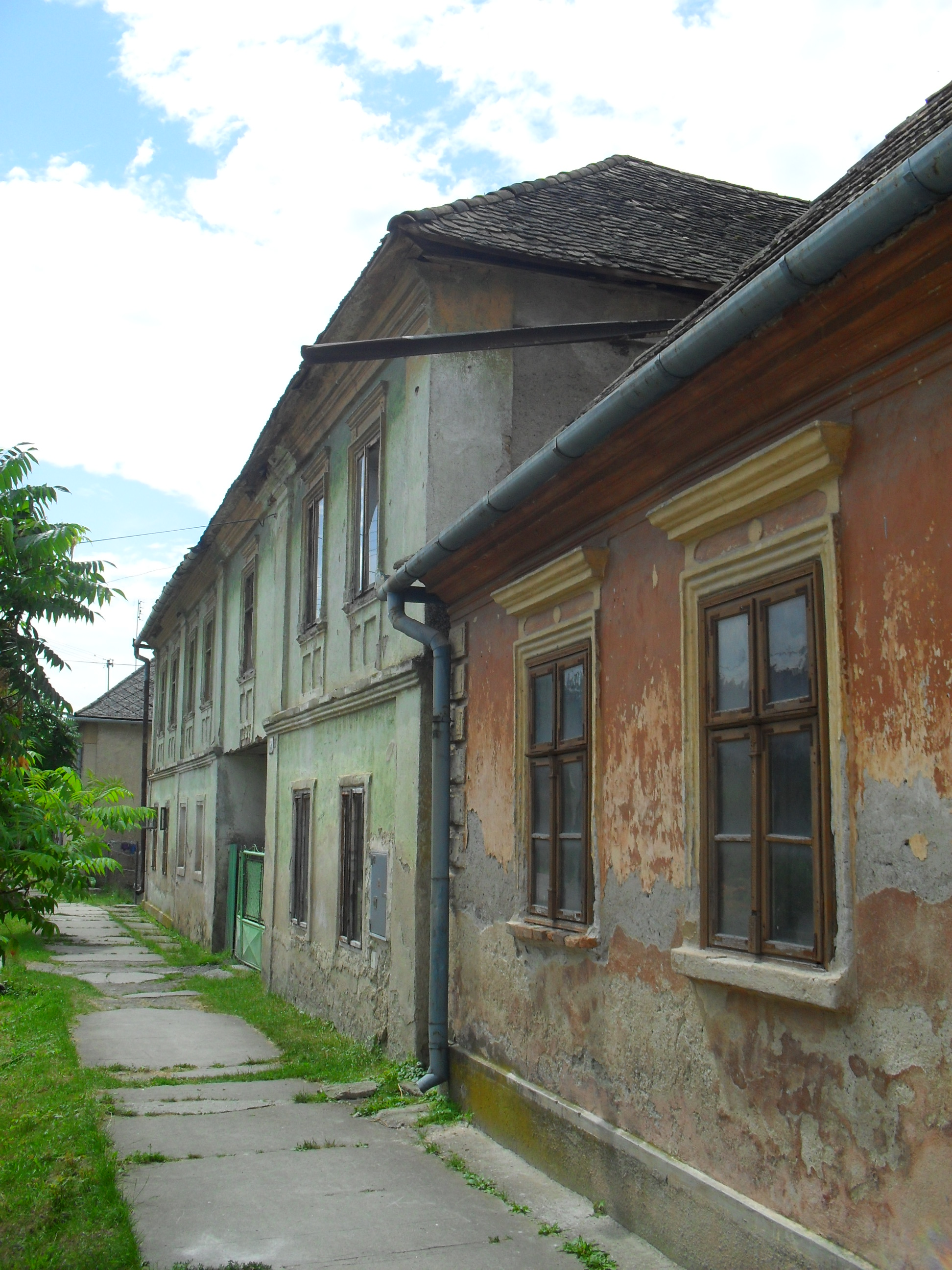
Utcakép
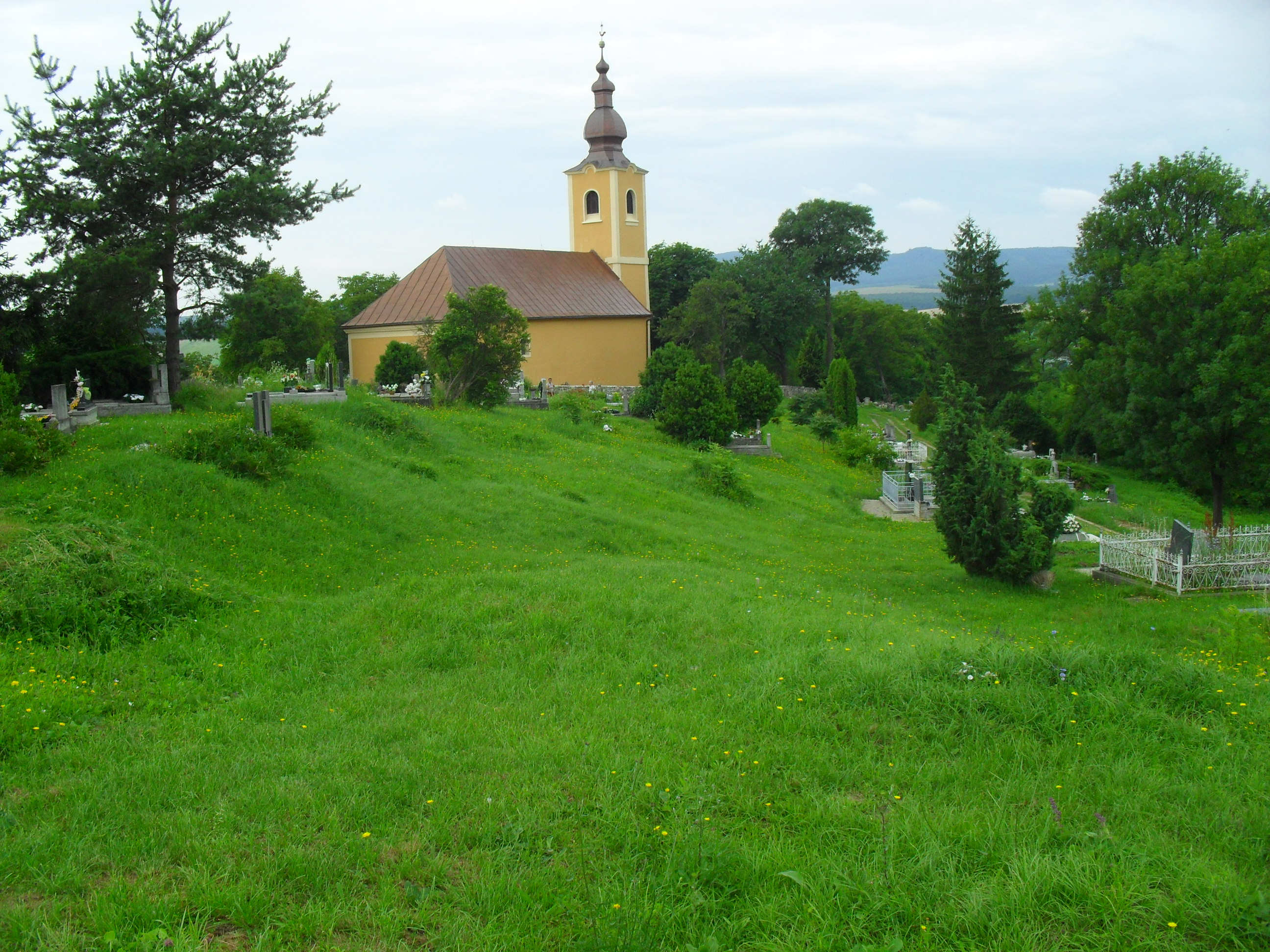
Temető, háttérben a református templom
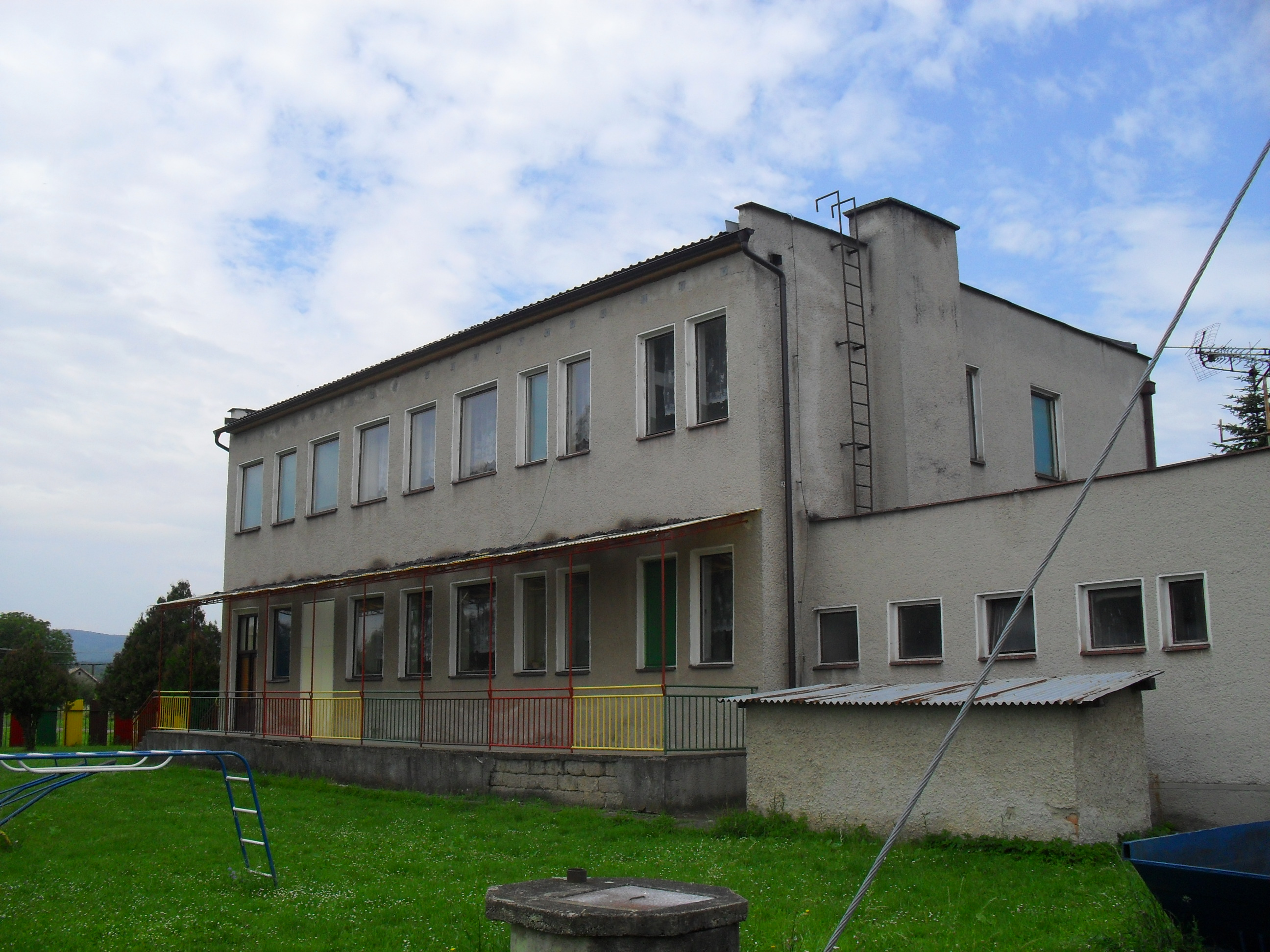
Óvoda
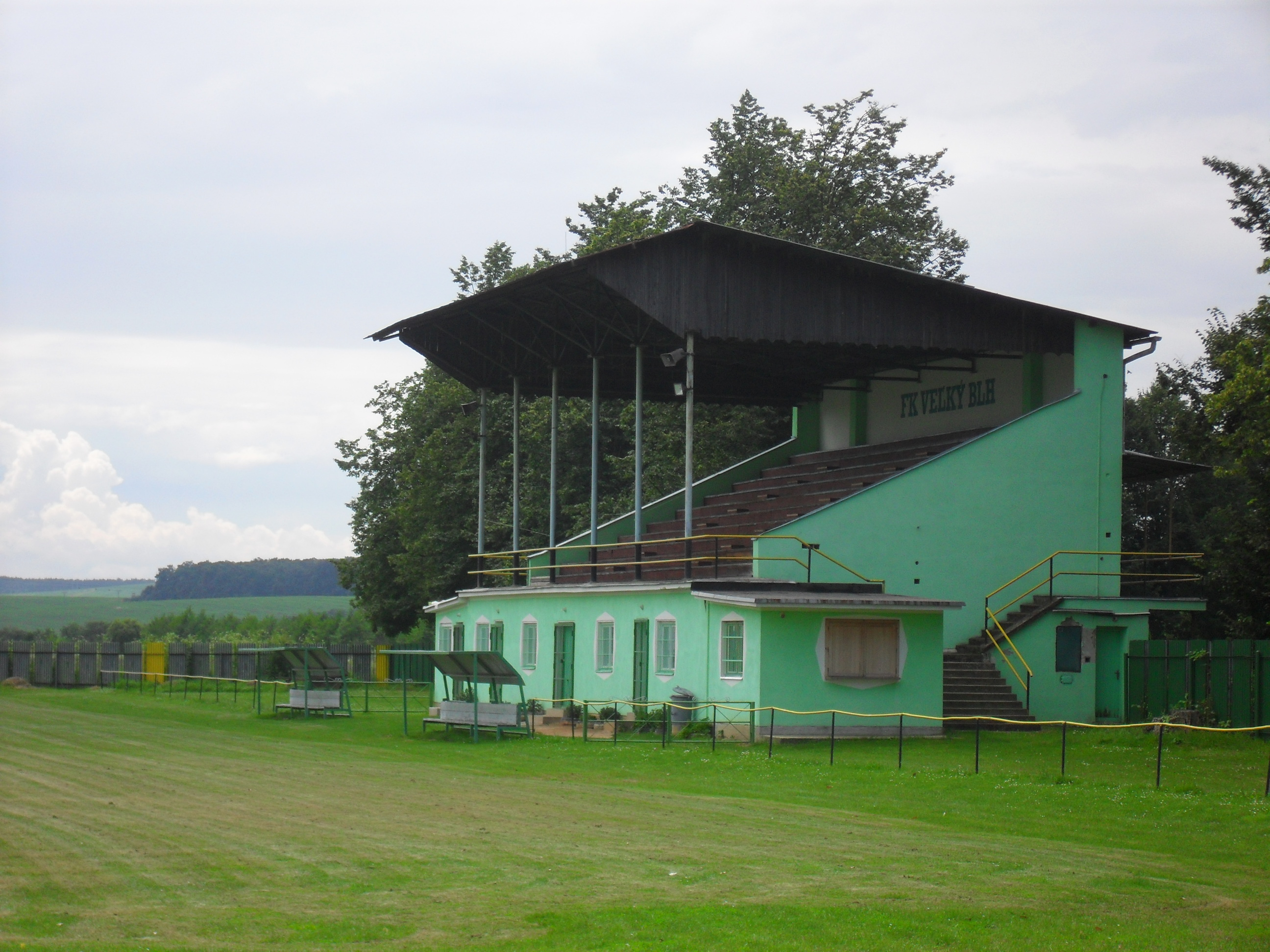
Sportpálya
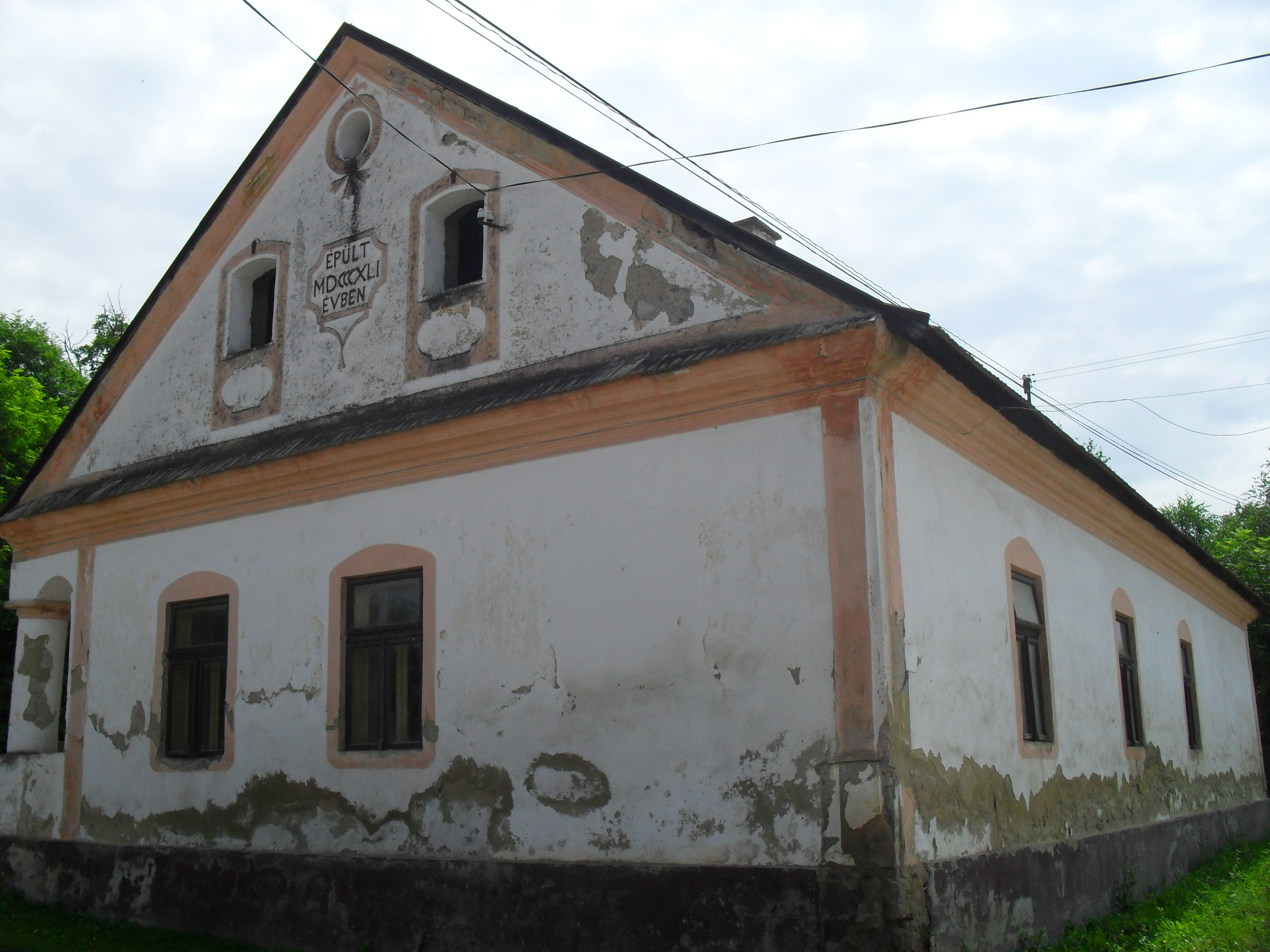
1841-ben épült ház
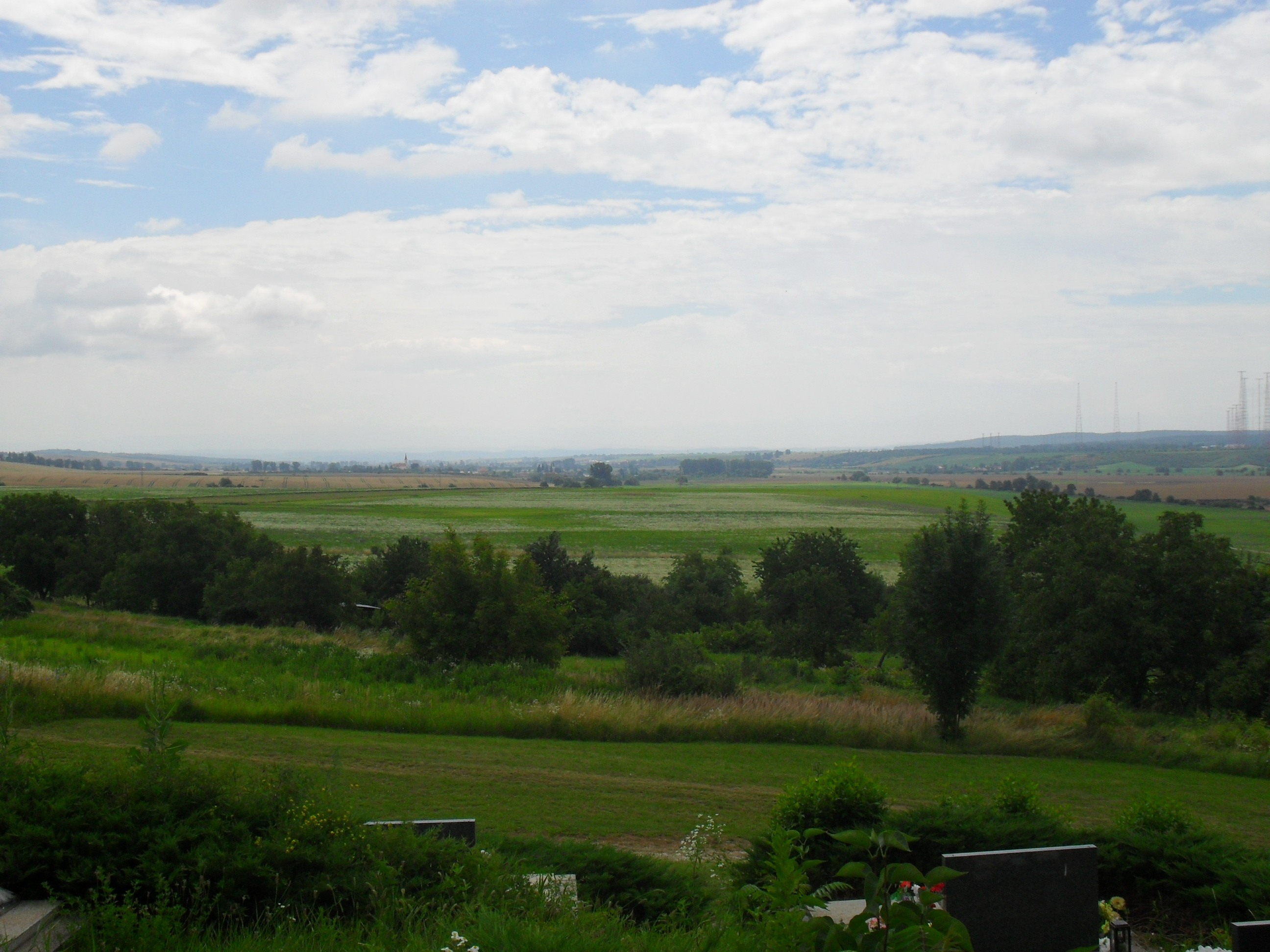
Kilátás dél felé a temetődombról
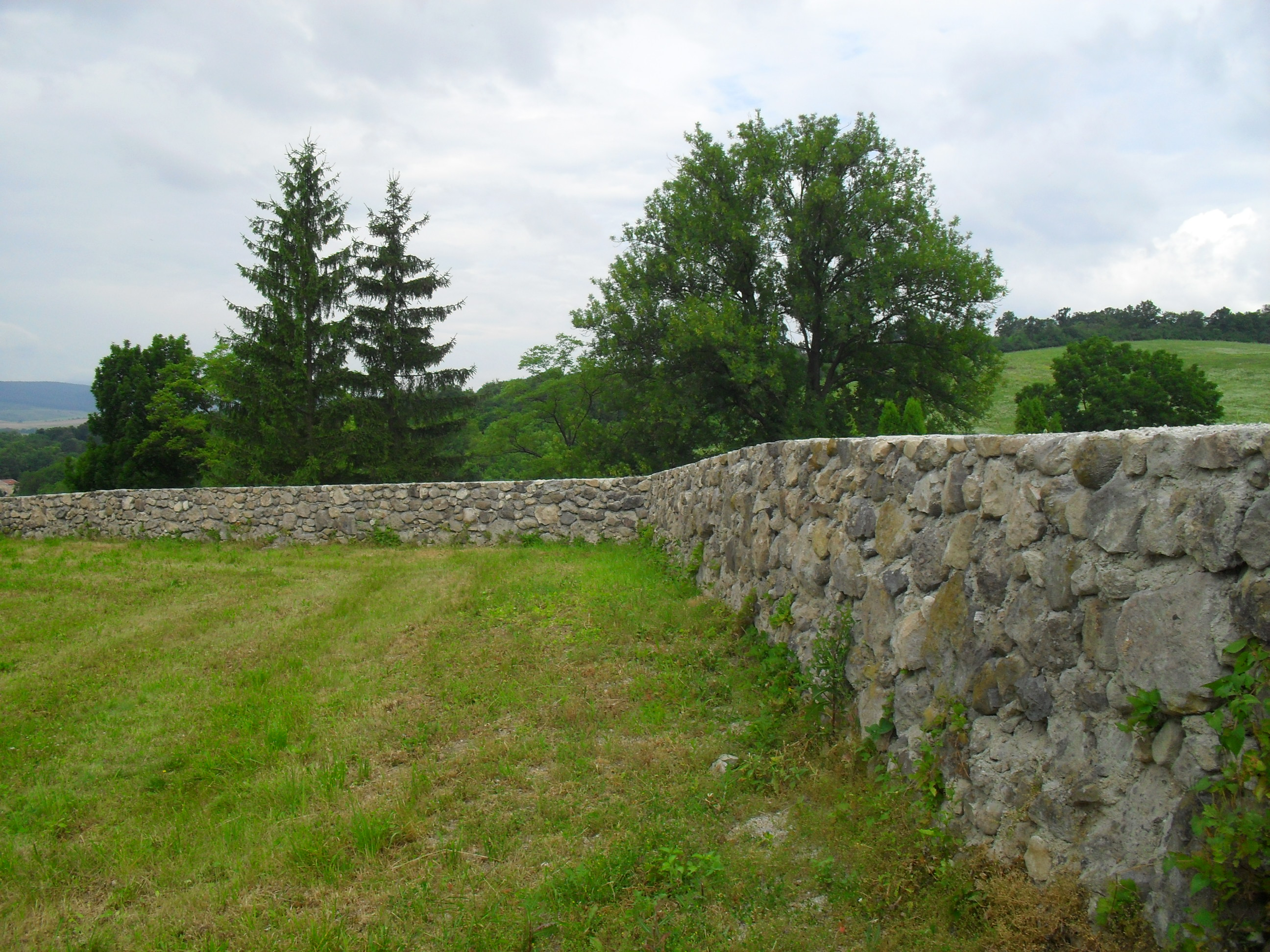
A református templomot körbevevő kerítés

### Emlékművek, emléktáblák

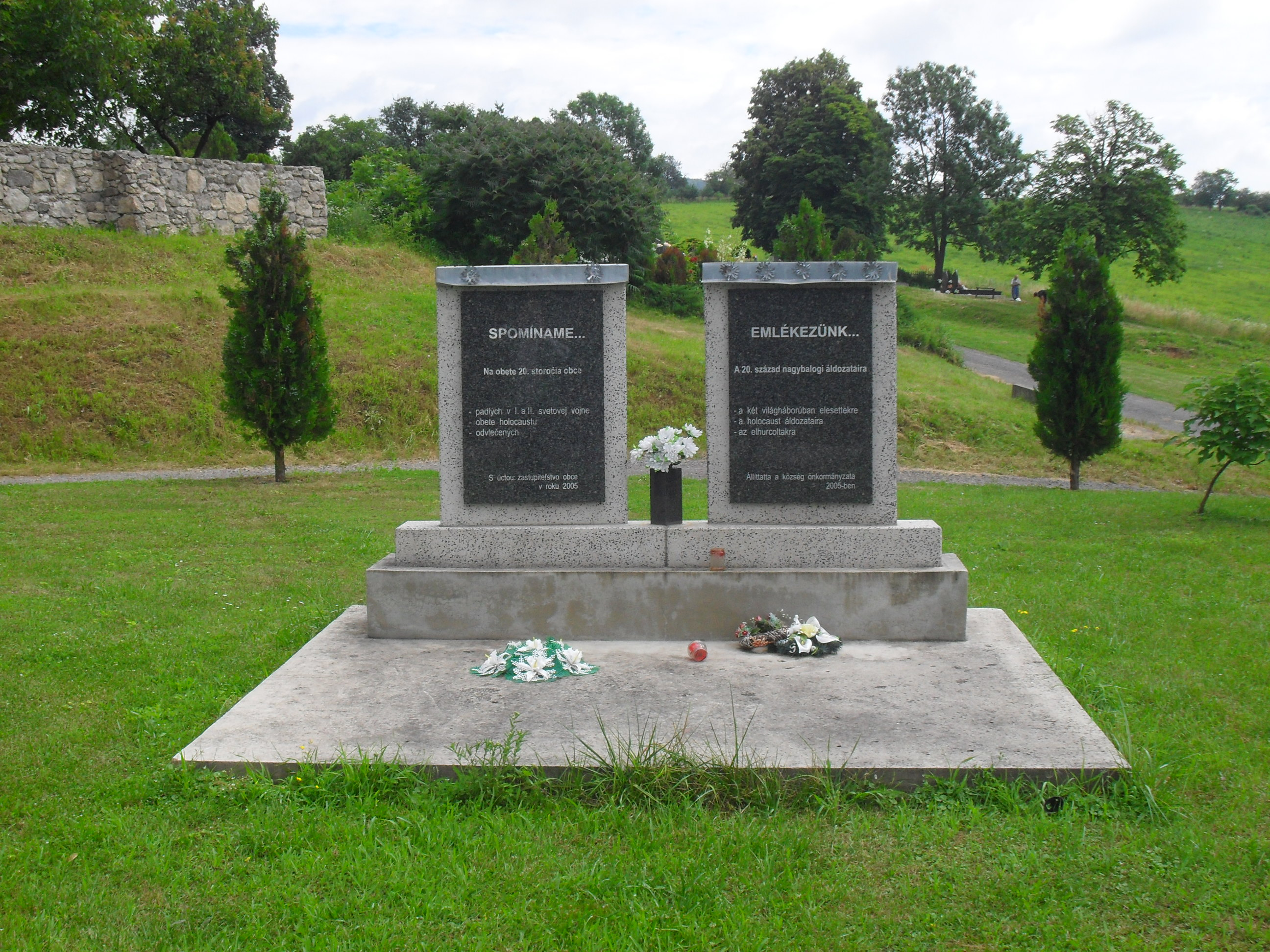
A világháborúk áldozatainak emlékműve
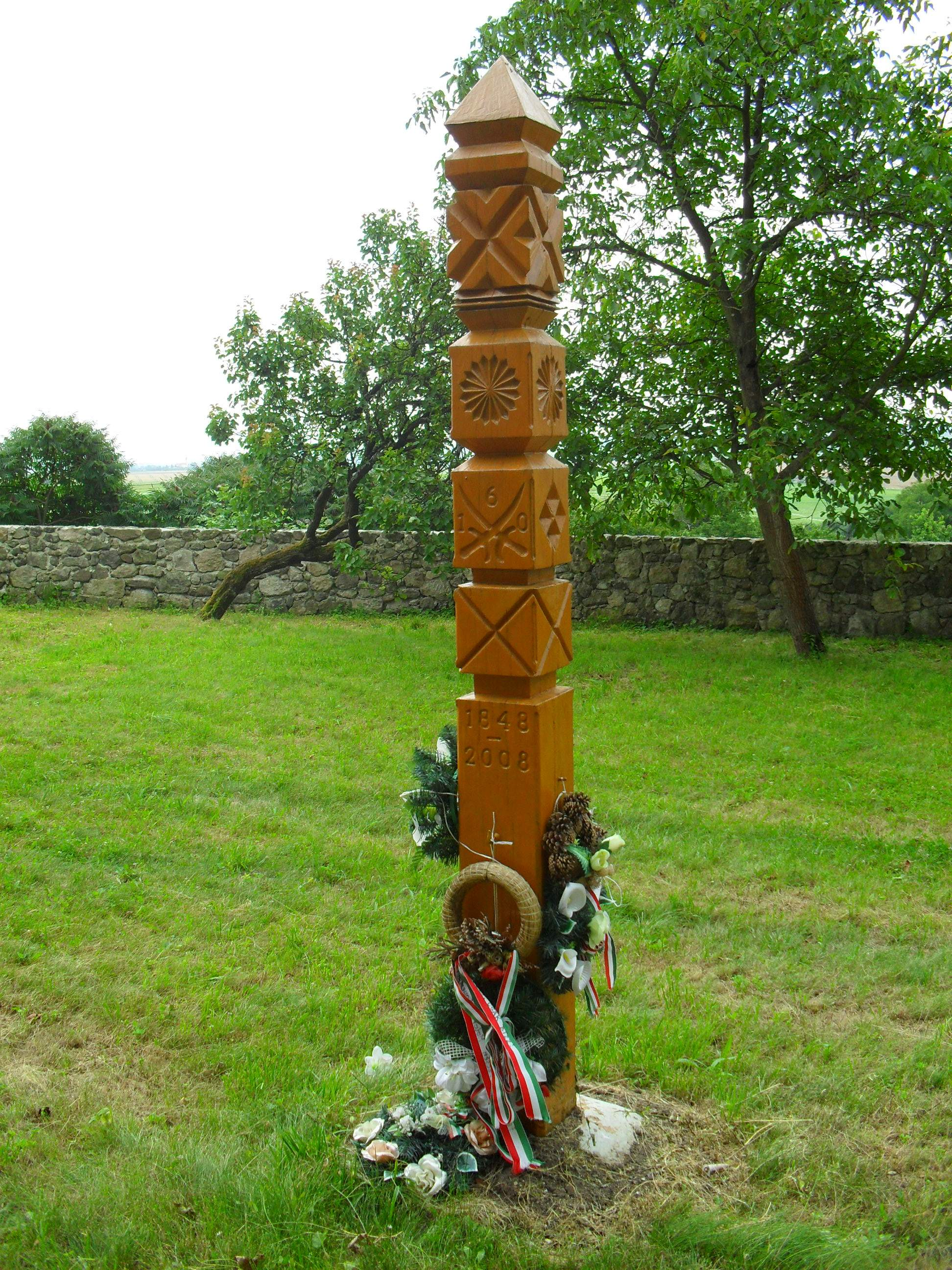
1848-as emlékkopjafa
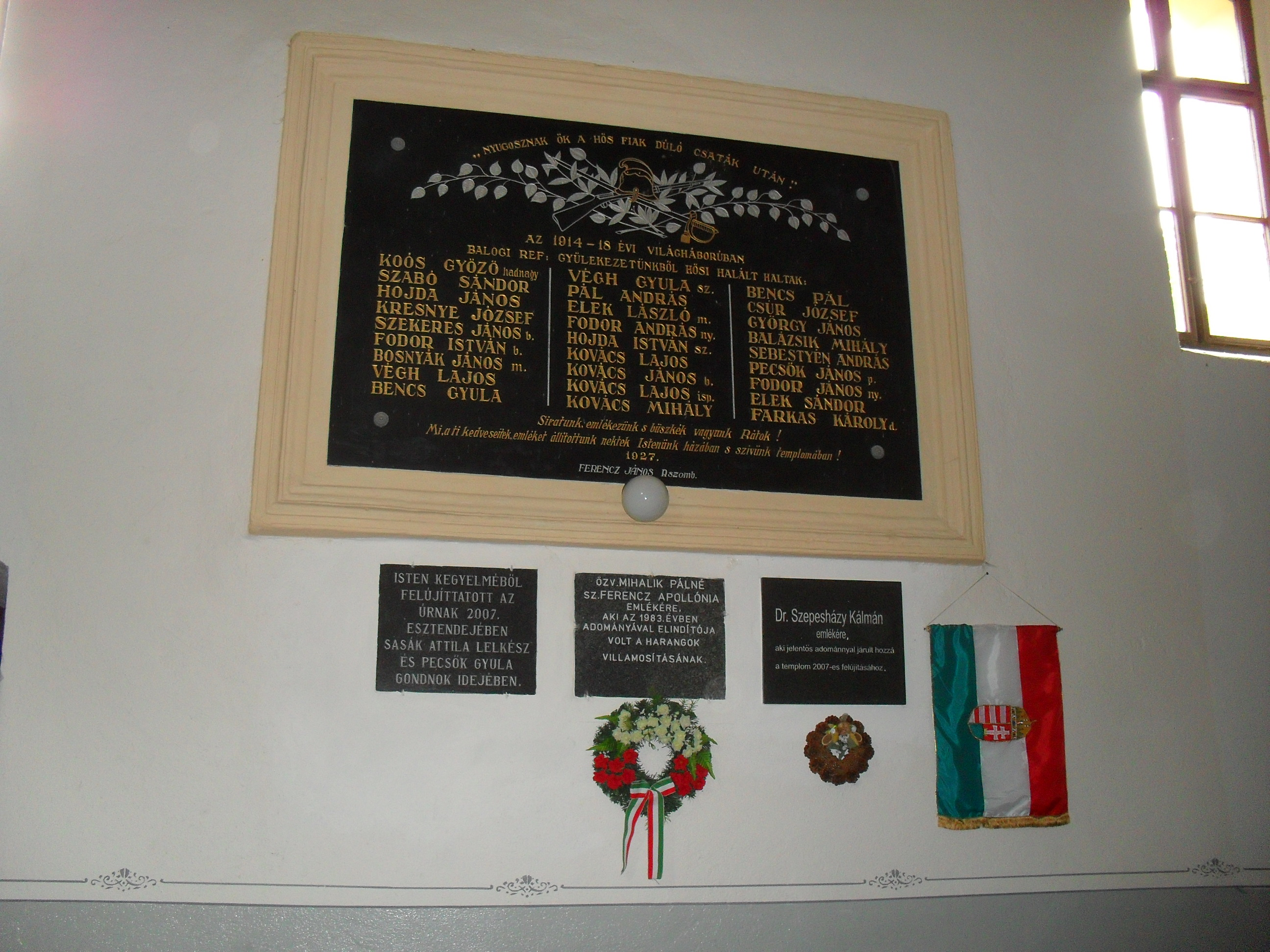
Az első világháborúban elesettek emléktáblája a református templomban
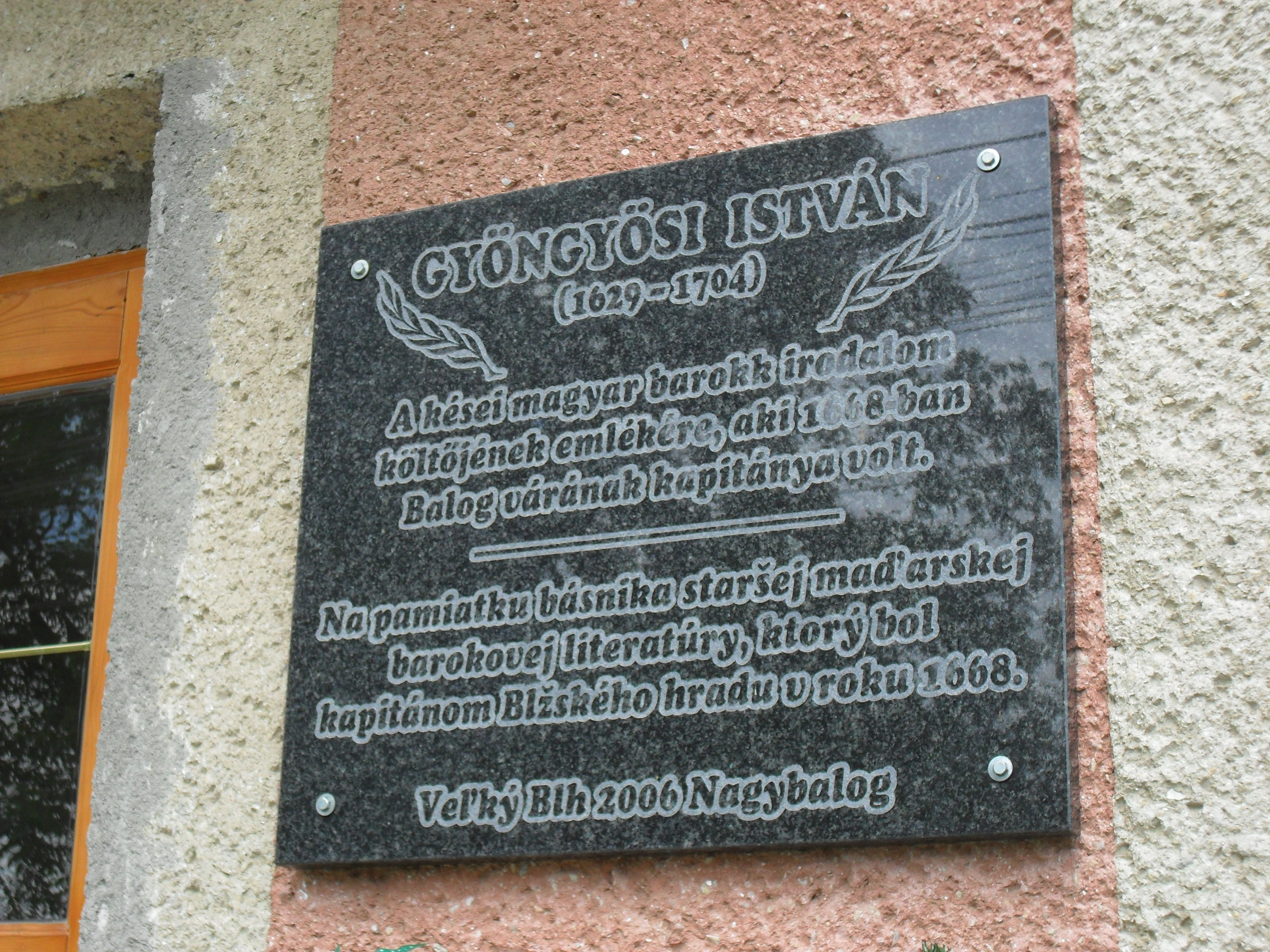
Gyöngyösi István emléktáblája
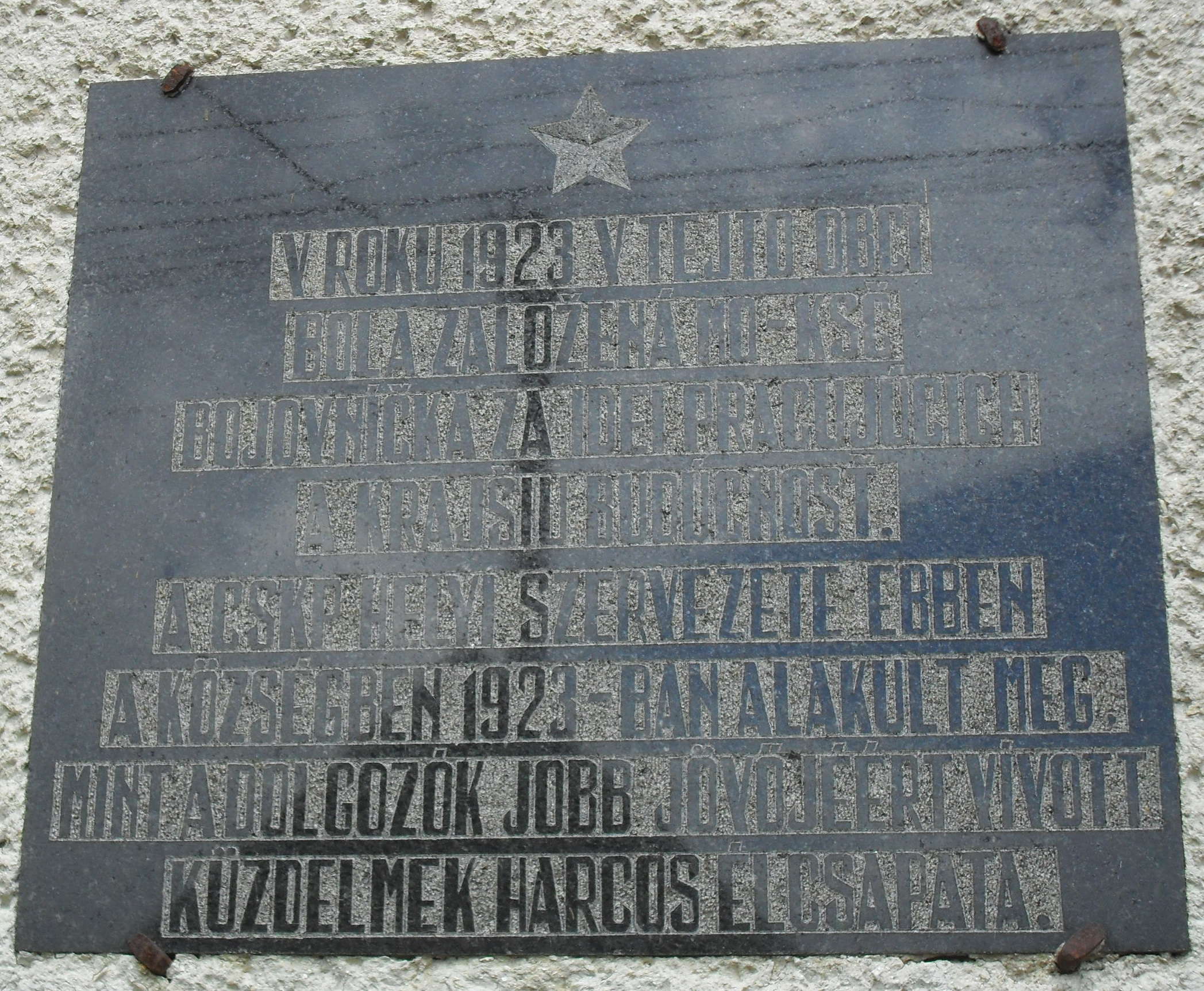
A CSKP helyi szervezete megalakulásának emléktáblája
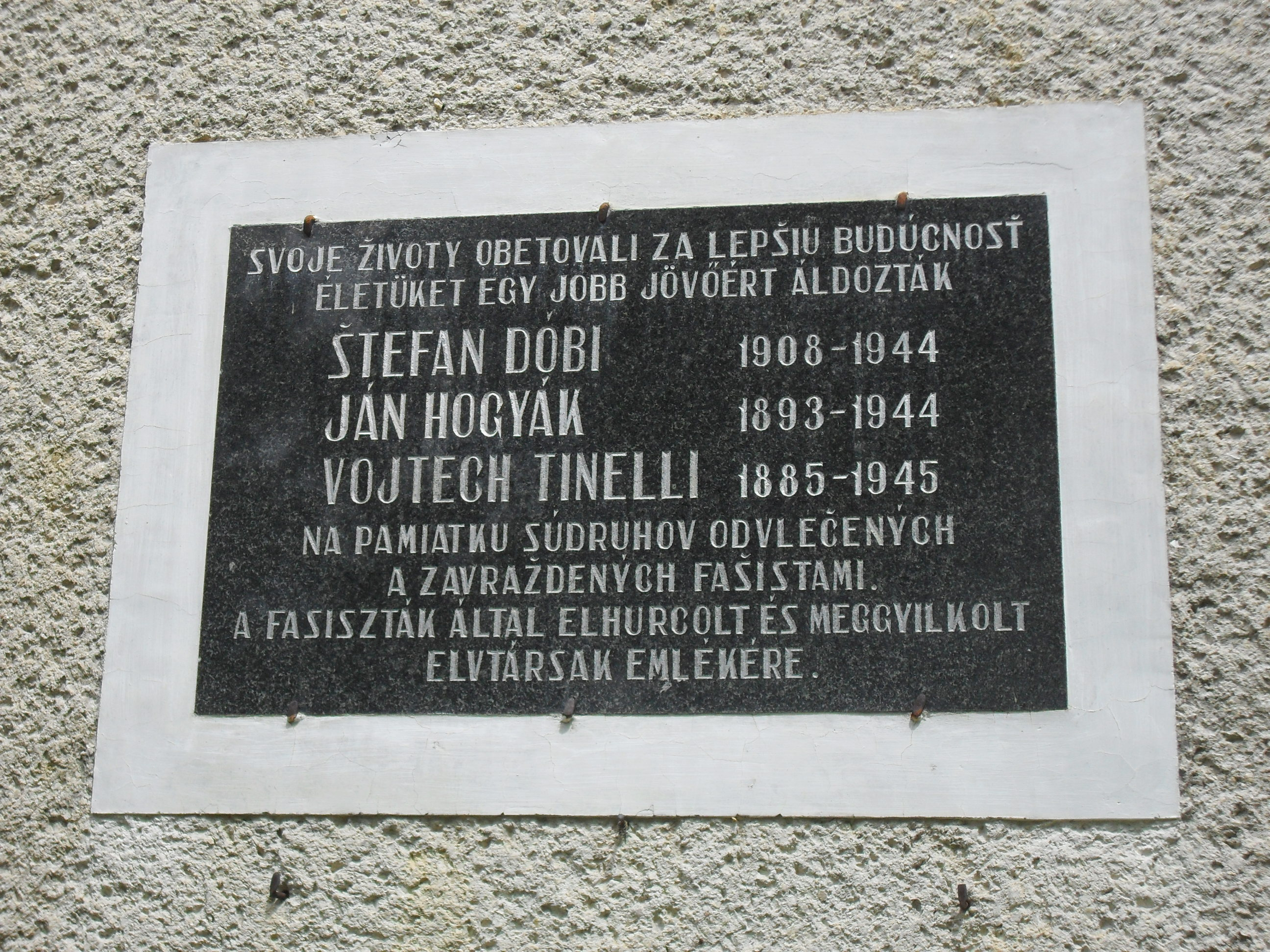
A fasiszták által meggyilkolt nagybalogiak emléktáblája az alapiskola falán

### Református templom

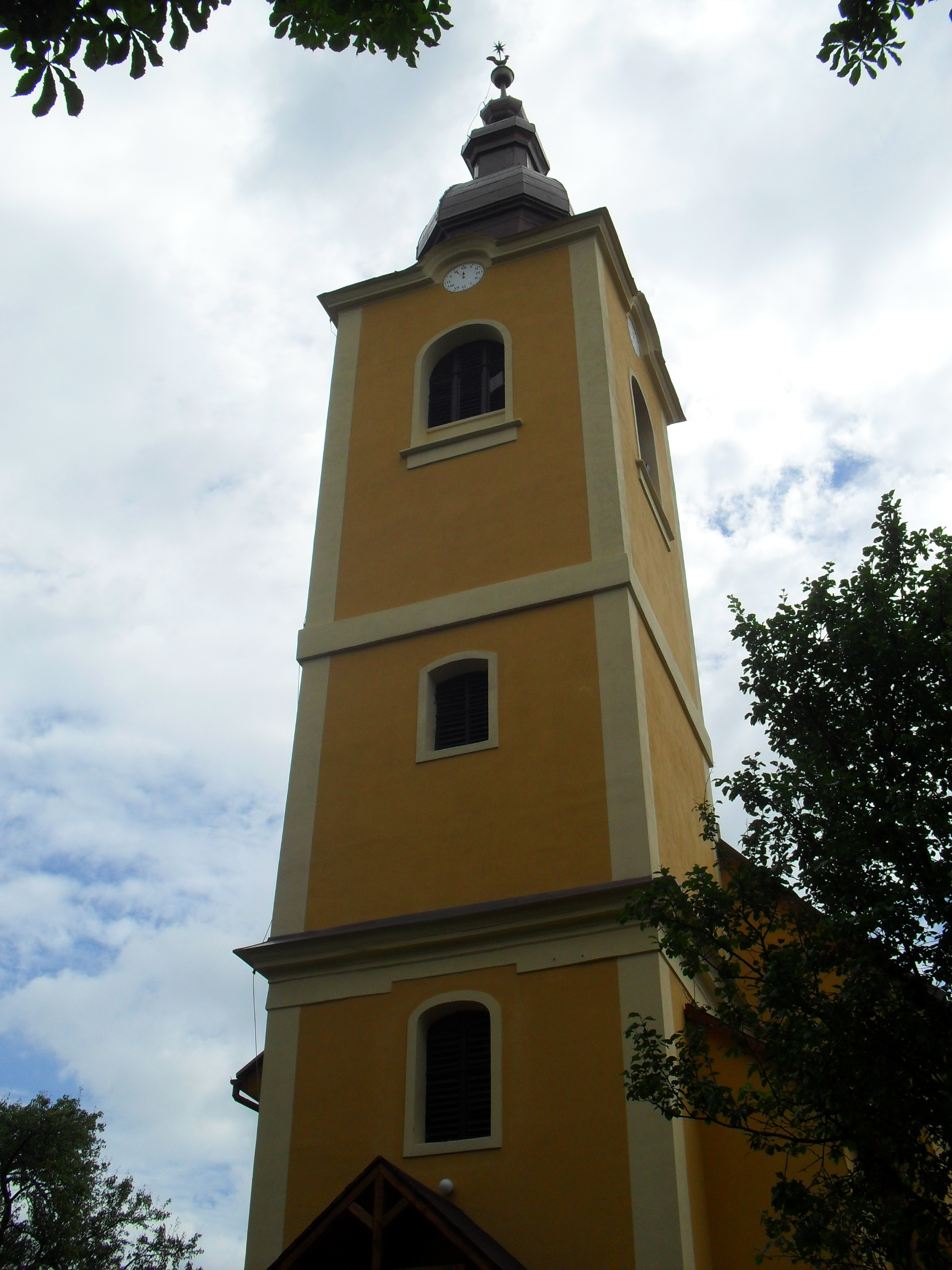
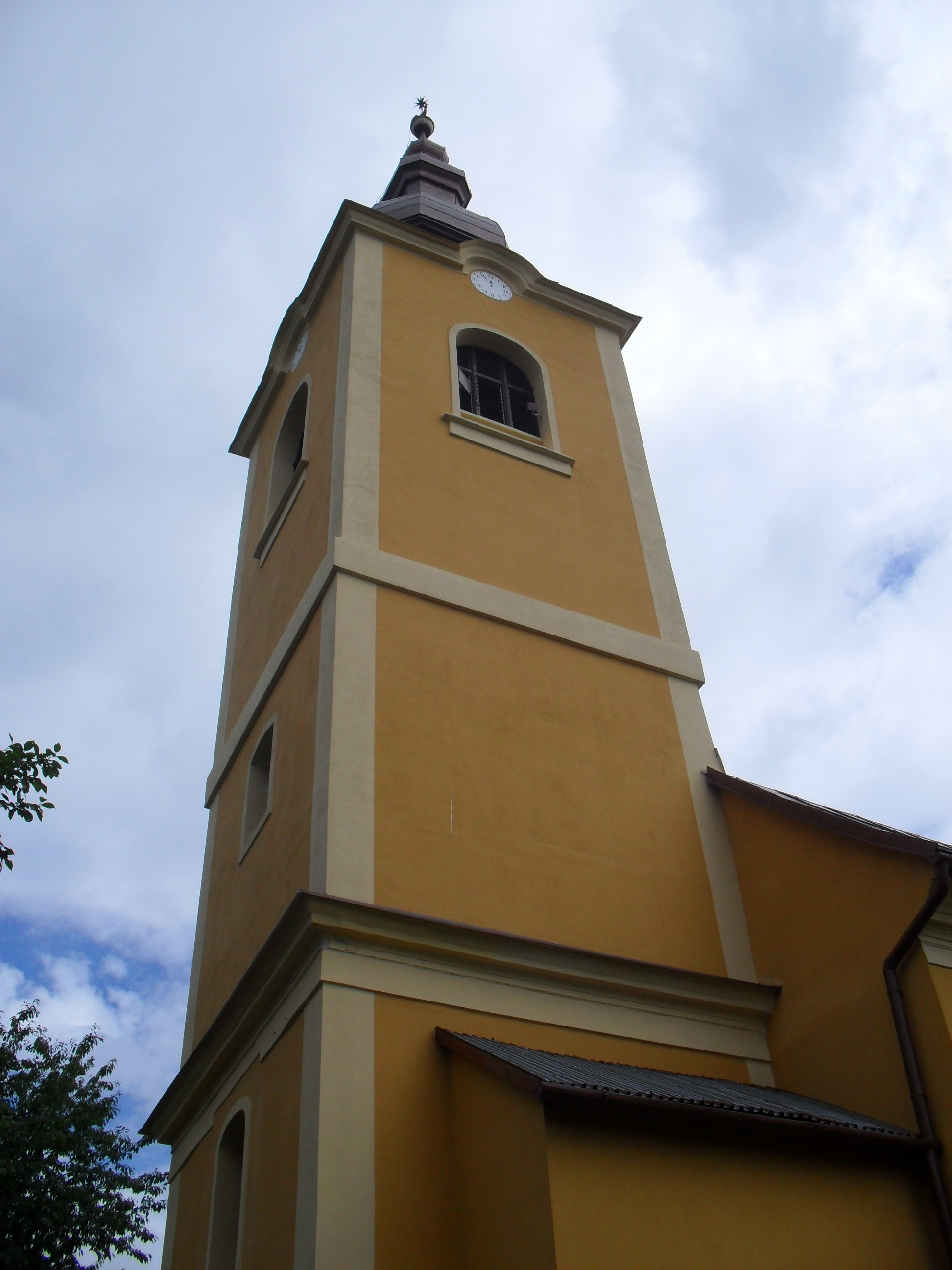
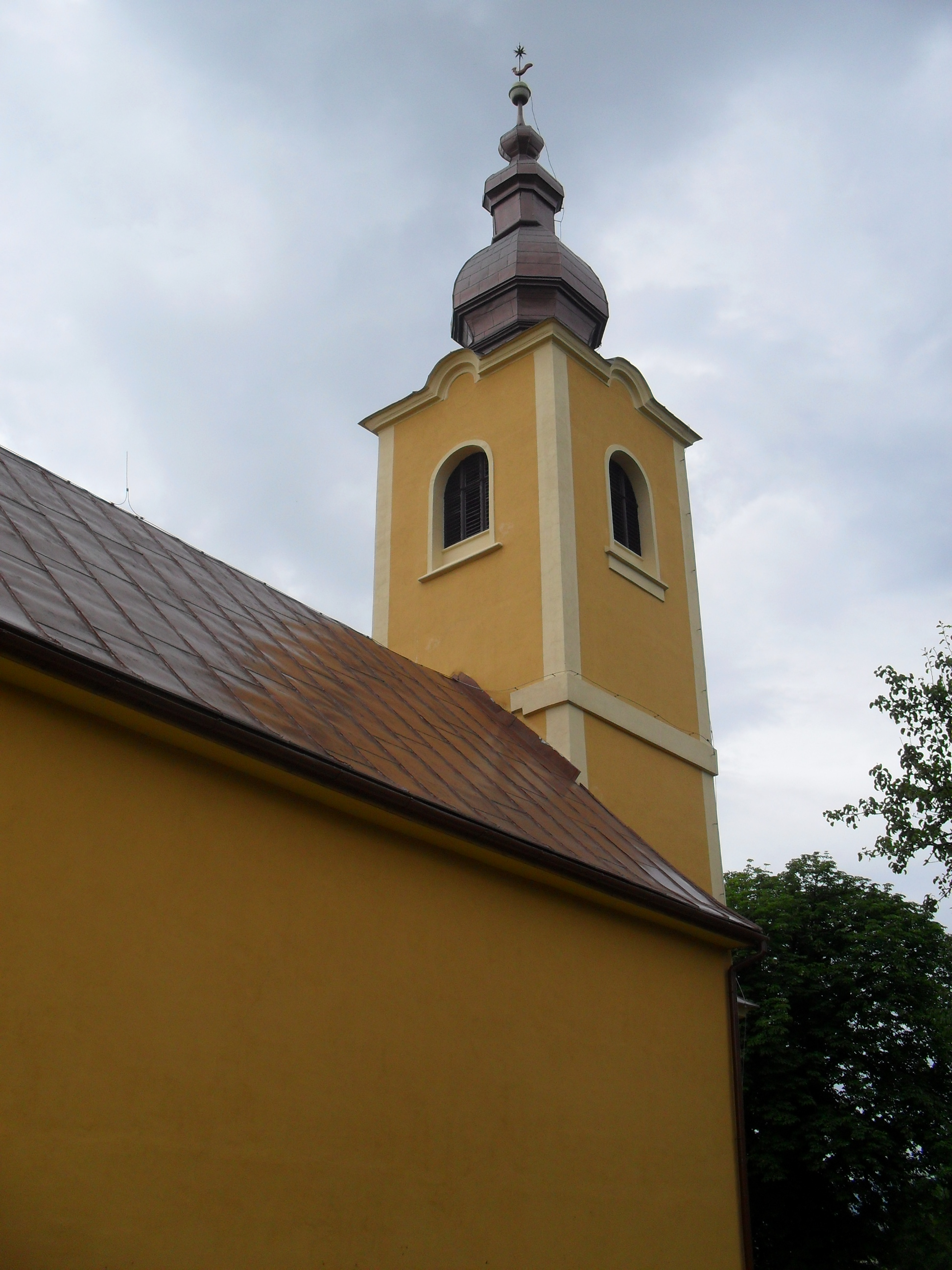
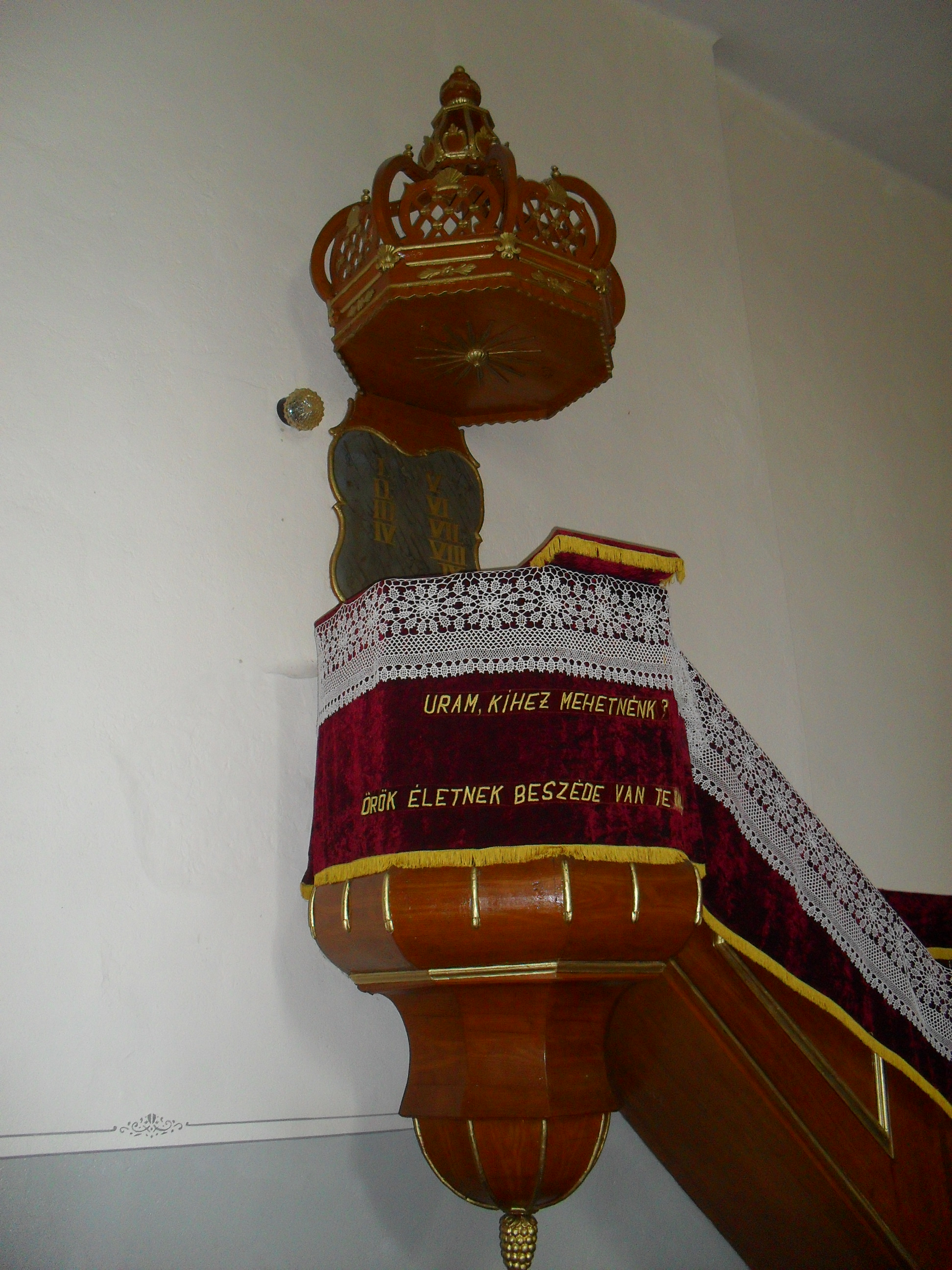
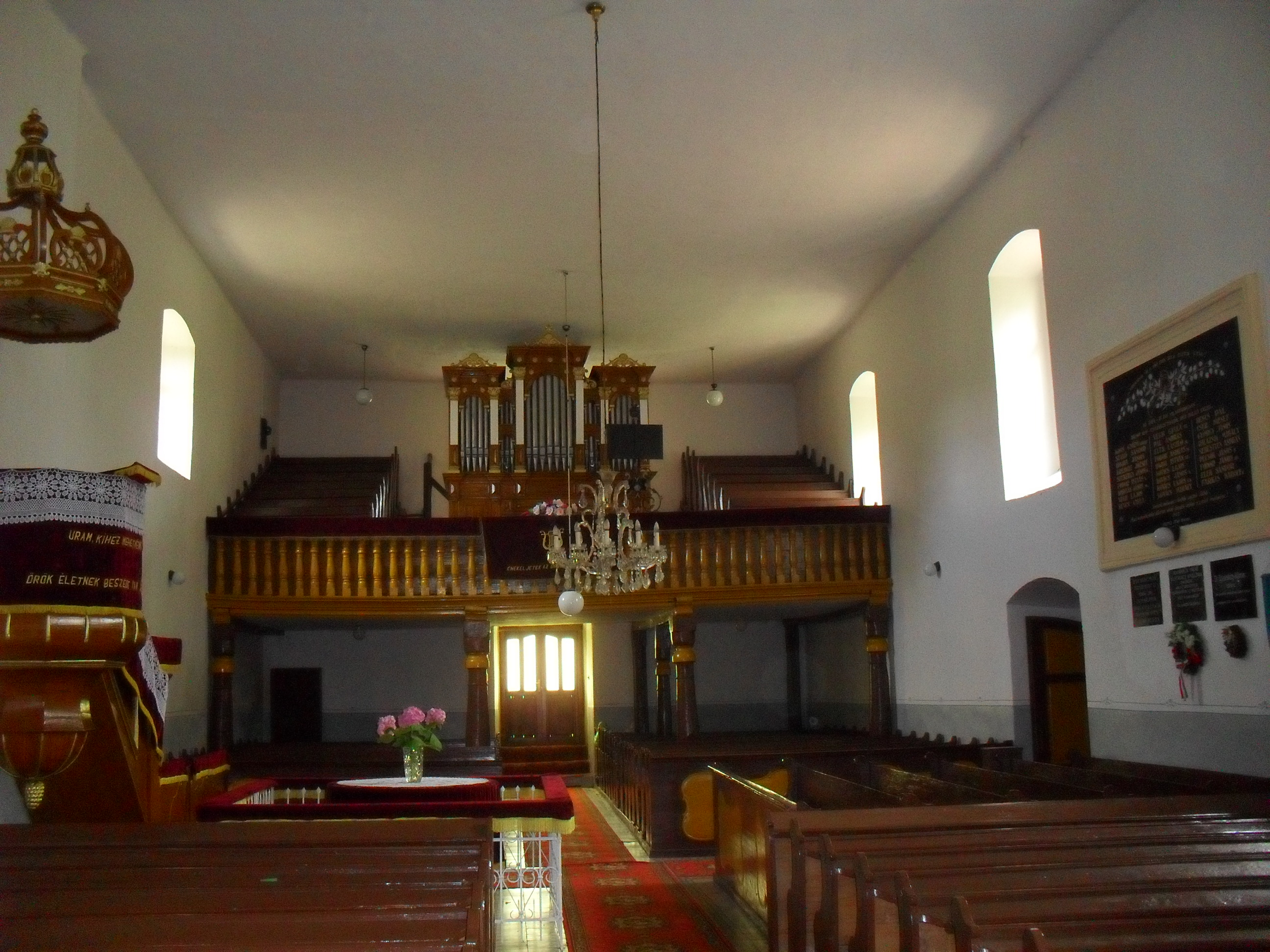

## Külső hivatkozások
- Községinfó
- E-obce.sk Archiválva 2009. május 4-i dátummal a Wayback Machine-ben
- Tourist-channel.sk